# ラオックスホールディングス
ラオックスホールディングス株式会社（英: Laox Holdings Co.,Ltd.）は、東京都港区に本社を構え、大手総合免税店および家電量販店を運営する日本の企業。2009年に中国の大手家電量販店を運営する蘇寧電器（当時。現在の蘇寧易購）の傘下となった。代表取締役会長は羅怡文。

## 概要
訪日外国人に人気の高い全国各地に店舗展開。主な顧客層は中華圏、東南アジア。本業は家電量販店であるため家電製品が主力であったが、現在は家電製品だけではなく理美容品、化粧品、民芸品、服飾など、取扱商品は多岐にわたる。
社名の「ラオックス（Laox）」とは、ラテン語の「Lar」（ラール：家庭の守護神）と「Vox」（ウォックス：声）を合わせたもので、「家庭に幸せを呼ぶ声」という意味である。

### 歴史
ラオックスは創業者の谷口正治が1930年に墨田区で始めた電気器具の行商が始まりであり、1939年に開店した谷口商店を源流としている。戦時中に谷口は海軍に応召したが、終戦後に神田須田町に谷口商店を再建。有限会社化、株式会社設立を経て秋葉原に2店舗を開店。1948年には谷口電機株式会社に商号を変更、さらに家電小売部門を分割して朝日無線電機株式会社を設立した。1963年の千葉店の開店を皮切りに郊外に多店舗展開を開始。会社を資本（管理）と経営（販売）に分離し、CIシステムを導入する検討がなされ、1976年9月に新会社ラオックス株式会社を設立、翌月には朝日無線電機の店舗の営業を譲り受け、ラオックスとしての営業が始まった。
1970年代後半から1980年代前半にかけてはオーディオ機器、1980年代後半からはパソコン関連の販売に注力し、業績を伸ばしていった。最盛期には関東近郊を始め、東北地方や信越地方にも地場量販店との業務提携や子会社化を通じて店舗網を拡大。2000年代初頭には2000億円以上を売り上げ、大手家電量販店のひとつに数えられていた。
その後は主力としていたパソコン販売の落ち込みや、大型店舗の相次ぐ失敗、さらには家電量販店間の競争に敗れたことなどで業績が悪化し、朝日無線電機時代より展開していた郊外店を全て手放すこととなった。2009年8月に中国最大手の家電量販店を運営する蘇寧電器の傘下となり、同時に新しく社長に就任した羅怡文の方針により、ラオックスは中国人をはじめとする外国人観光客向けの免税店中心の店として再建を図ることとなった。そのため、秋葉原本店では日本人向けの商品のフロアは1フロアのみとなる。
その後、国内の店舗事業、中国での店舗事業、蘇寧電器との貿易仲介事業の3つを柱として事業の立て直しを進めた。途中、日中関係の悪化（「尖閣諸島中国漁船衝突事件」、「2012年の中国における反日活動」）や東日本大震災などの悪条件が重なったが、アベノミクスを背景とした円安進行などに伴う訪日観光客の急増が手伝い、2014年12月期には、2001年3月期以来14期ぶりとなる最終黒字を達成した。
2015年に入り、メディアはラオックスを「家電量販店」としてではなく「大手総合免税店」としてあつかい、ラオックス自身も自社の業態を「国内最大規模の免税店」としている。ラオックスは取り扱う商品カテゴリーのさらなる増強を目的に、婦人靴を製造・販売する「株式会社モード・エ・ジャコモ」を買収。その後、株式会社オンワードホールディングスとの合弁会社「オンワード・ジェイ・ブリッジ」を設立し、グローバル展開を見据えた新たな商品展開をはかっている。
訪日外国人向けのインバウンドの先駆者として、国内、中国の両国メディアから注目を浴び、2015年のユーキャンの新語・流行語大賞の大賞“爆買い”で、羅怡文社長が受賞するなど、インバウンド需要の高まりに乗って店舗の拡張を行ってきたものの、中国人観光客の嗜好の変化についていけず拡張にストップがかかった上、2020年の新型コロナウイルス感染症の流行による訪日外国人客の急減が痛手となり、店舗の閉店・休業が相次いでおり、コロナ前は32店舗あったのが、秋葉原本店と大丸心斎橋店の減床、さらに多くの店舗を閉鎖した結果、2023年1月時点で3店舗（新千歳空港・成田空港・秋葉原）まで縮小した。

## 業態
ラオックスは取り扱い商品によって複数の業態を展開している。なお、秋葉原地区でのみ展開していた業態については割愛する。
ラオックス
以前は家電やパソコン全般を専門的に扱う、家電量販店としてのごく標準的な店舗であった。
蘇寧電器傘下になって以降は免税店業態が基本となり、家電製品のほか民芸品、雑貨、化粧品、ホビー類、土産物など外国人観光客向けの商品を総合的に扱っている。
中国にも出店していたが2016年3月に全店舗を閉鎖し撤退した。
以降、このページでは「ラオックス」業態の店舗の名称は頭にラオックスを付けずに表記するものとする。
WATCH.（ウォッチ・ドット）
腕時計専門店。元々はさくらやの店名だったのを受け継いだ形となっている。新宿には独立店舗が存在した。
2017年4月20日にWATCH.店から名称変更した、新宿東口店内に設置されていたが、2019年5月1日以降、一時休業となり営業再開しないまま8月15日に閉店した。2025年1月24日、新店舗としてダイバーシティ東京内にダイバーシティ東京 プラザ店が約5年半ぶりに開店。

### ラオックス・リアルエステートの施設
千葉ポートスクエア（ポートタウン）
千葉市にある複合施設「千葉ポートスクエア」の商業棟「ポートタウン」を中国の不動産会社・緑地集団と共同取得し運営している。
リバーウォーク北九州（地下フロア）
北九州市にある複合施設「リバーウォーク北九州」の地下フロアを前所有者であるダイエーから取得、商業施設として運営している。当初はラオックス直営による免税店の出店を計画していたが、需要を再検討した結果ラオックスSCDが運営する子供向けの屋内遊園地として開業。同施設の閉鎖後はラオックス・リアルエステートの物件として賃貸し、2023年（令和5年）10月に食品スーパーのロピアとダイソーが出店した。

### かつて展開していた業態
コンピュータ館
秋葉原のザ・コンピュータ館を旗艦店とするパソコン専門店。
秋葉原のほかにも郊外に独立店舗をいくつか展開していたが、2008年12月の春日部コンピュータ館を最後に全て閉店した。
ザ・コンピュータGAME館
1992年に秋葉原に開店したゲームの専門店。
1998年から2007年にかけては神奈川県厚木市にも独立店舗が存在した。
デューティフリー（DUTY FREE）
海外仕様の家電や雑貨など、免税商品を専門に取り扱う。
秋葉原・大阪のほか、かつては横浜や成田などに独立店舗が存在した。
ポケットプラスワン
携帯電話やマッキントッシュなどを取り扱う。
秋葉原の独立店のほか、西葛西店、アソビットシティららぽーと豊洲店内にも設置されていた。
MUSICVOX
楽器など音楽専門店。前身は秋葉原にあった楽器館。
かつて秋葉原（後に新宿に移転）に独立店があったほか、吉祥寺店、中国の蘇寧電器浦東第一店内にも設置されていた。
アソビットシティ（ASOBITCITY）
テレビゲームや模型や玩具等のホビー関連商品の専門店。
一部のラオックス郊外店舗内にも設置されていたほか、以前は中野・ららぽーと豊洲には独立店舗が存在した。
2020年8月から一度は撤退していた秋葉原地区に再進出したが（秋葉原本店内）、2022年に閉鎖されブランド消滅となった。
ラオックス ビューティーエアポート（LAOX BEAUTY AIRPORT）
韓国・中国等の化粧品（アジアンコスメ）の専門店。2021年12月に東京・自由が丘に1号店を開店したが、2022年11月に全店舗を閉店。
亜州太陽市場
アジア食品を扱う店舗。2021年11月に東京・吉祥寺に1号店を開店。2023年3月、ラオックス元社長・飯田健作が設立したNuRetail株式会社へ譲渡。

## 沿革

### 1930年 - 1980年
- 1930年（昭和5年）5月 - 谷口正治が上京、墨田区向島の兄宅に寄宿して電気器具の行商を始める。
- 1939年（昭和14年）10月 - 墨田区向島に電気製品卸問屋谷口商店を開店。
- 1945年（昭和20年）9月 - 千代田区神田須田町1-10に電気器具卸谷口商店を再建。
- 1946年（昭和21年）
  - 9月19日 - 浦和市岸町7-103の自宅住所に有限会社谷口商店を設立。
  - 12月 - 店を須田町から外神田一丁目2-9に移転。
- 1947年（昭和22年）
  - 2月25日 - 浦和市岸町7-103に株式会社谷口商店を設立。
  - 3月1日 - 外神田一丁目15-3に電材店を開店。
  - 5月31日 - 株式会社谷口商店が有限会社谷口商店を吸収合併。
- 1948年（昭和23年）
  - 5月6日 - 谷口電機株式会社に商号変更。
  - 7月12日 - 家庭電化製品部門を分離し、墨田区小梅二丁目5-5に朝日無線電機株式会社を設立。
  - 7月 - 朝日無線電機本店を外神田一丁目12-2に移転。
- 1950年（昭和25年）3月4日 - 朝日無線電機の本店所在地を墨田区向島2-4 に変更。
- 1956年（昭和31年）
  - 2月 - 外神田一丁目15-3に谷口電機ビル[注釈 3]が完成。
  - 3月31日 - 朝日無線電機の本店所在地を外神田一丁目2-9に変更。
  - 4月10日 - 外神田一丁目12-2の地上権・家屋を志村無線電機に売却、朝日無線電機本店を外神田一丁目2-9に移転。
- 1961年（昭和36年）7月31日 - 谷口電機ビルとL字型に結ぶ三越電機ビル[注釈 4]が完成。
- 1963年（昭和38年）4月21日 - 朝日無線電機チェーン店第1号となる、ユニオン電気千葉店を開店。
- 1964年（昭和39年）9月 - 朝日無線電機本店にアサヒ楽器店を開店。
- 1968年（昭和43年）5月11日 - 外神田一丁目15-18に谷口電機のオーディオ専門店を開店。
- 1969年（昭和44年）
  - 3月1日 - 外神田一丁目6-1外神田ビルに朝日無線電機の本社を置く。
  - 4月21日 - 朝日無線電機株式会社が谷口電機株式会社を吸収合併。
- 1970年（昭和45年）2月 - 本社を外神田三丁目-1-15に移転。
- 1972年（昭和47年）10月 - 外神田一丁目2-9で本店ビル建設開始。
- 1973年（昭和48年）12月9日 - 新築の本店ビルが新規開店。
- 1974年（昭和49年）1月14日 - 地下1階地上8階建ての本店ビル[注釈 5]が完成。
- 1975年（昭和50年）
  - 6月10日 - 取締役会で資本と経営を分離する方針が可決。
  - 12月1日 - 外神田一丁目15-3の万世店を改装し、サウンドショップとして開店。
  - 12月28日 - CIシステム導入で提案された新会社名 Laox（ラオックス）を商標登録申請。
- 1976年（昭和51年）
  - 4月10日 - ラオックスの社名を発表[20]。
  - 9月27日 - ラオックス株式会社を設立。
  - 10月21日 - ラオックス株式会社が発足。朝日無線電機から経営と店舗を譲り受ける。
- 1978年（昭和53年）
  - 1月6日 - 外神田一丁目7-10 神尾ビルにオーディオエクスチェンジを開店。
  - 11月20日 - 谷口正治が藍綬褒章受章。
- 1980年（昭和55年）11月15日 - 本社を外神田三丁目2-14 今井ビルに移転。

### 1981年 - 2000年
- 1981年（昭和56年）
  - 2月21日 - 移転した本社跡に楽器館を開店。
  - 3月21日 - サウンドショップを新装開店。
  - 4月 - ラオックス・システムズ設立。マイコン販売およびユーザーの育成に本格参入[22]。
- 1982年（昭和57年）4月21日 - 松波総業株式会社および株式会社松波無線を吸収合併。
- 1983年（昭和58年）
  - 1月19日 - 月賦百貨店の大丸百貨店（現：井門エンタープライズ）と業務提携。
  - 10月15日 - 旧松波無線本店を中央店コンピュータメディアとして開店。
- 1984年（昭和59年）
  - 4月3日 - 楽器館を外神田一丁目8-8 岡嶋ビルに移転開店。
  - 6月8日 - 外神田三丁目1-15にエクスチェンジショップ開店。
  - 7月1日 - エクスチェンジショップを鍵盤館に業態変更。
- 1985年（昭和60年）
  - 10月18日 - 外神田一丁目15-18 奥山ビルにニューサウンドショップ開店。
  - 10月29日 - 長野市の日南田電気株式会社と提携、ラオックスヒナタ株式会社を設立。
  - 12月16日 - 株式を店頭公開して、秋葉原電気街初の公開企業となる。
- 1989年（平成元年）10月31日 - 日本初の大型情報機器専門店、ザ・コンピュータ館を外神田一丁目7-6に仮オープン。
- 1990年（平成2年）
  - 4月29日 - ザ・コンピュータ館が全館開店。秋葉原の新名所となる。
  - 5月25日 - 中央店をザ・デューティフリー館に業態変更。
- 1991年（平成3年）
  - 4月6日 - エクスチェンジショップをザ・コンピュータ館IIに業態変更。
  - 6月27日 - 谷口正治が社長を退任し、会長に就任。内田喜吉が社長に就任。
- 1992年（平成4年）
  - 4月18日 - 楽器館を奥山ビルに移転。
  - 4月27日 - 神田無線電機株式会社を買収。
  - 4月29日 - ザ・コンピュータGAME館を岡嶋ビルに開店。
  - 10月1日 - 株式会社ダイオーショッピングプラザを買収。
- 1993年（平成5年）
  - 6月12日 - サウンドショップを全館デューティフリーにする。
  - 9月10日 - フランチャイズ店のラオックスヒナタ株式会社を買収。
  - 10月1日 - 本社を東京都台東区上野一丁目11-9に移転。
- 1994年（平成6年）
  - 1月19日 - 外神田三丁目1-14にコンピュータアウトレット開店。
  - 2月24日 - 外神田一丁目7-5にザ・電子文具館開店。
  - 10月22日 - 本店別館（外神田一丁目2-12）開店。
- 1995年（平成7年）
  - 2月18日 - ザ・コンピュータMAC館開店。ザ・コンピュータ館IIをザ・コンピュータNETWORK館に業態変更。
  - 5月17日 - 株式会社宝船と業務提携。
  - 6月29日 - 谷口好市が社長に就任。
- 1997年（平成9年）
  - 10月25日 - ラオックス食品株式会社をラオックストゥモロー株式会社に社名変更し、不動産業を開始。
  - 11月1日 - 外神田一丁目15-3にザ・コンピュータMOBILE館を開店。楽器館を神田佐久間町1-15 川初ビルに移転。
  - 11月17日 - 奥山ビルにザ・デューティーフリー館が移転開店。
  - 11月15日 - 外神田一丁目15-5にウォッチ&カメラ館開店。
- 1998年（平成10年）
  - 1月27日 - 青葉ライフファミリー株式会社設立。
  - 3月2日 - 株式会社ナカウラを買収し、子会社化[23]。
- 1999年（平成11年）
  - 3月31日 - 宝船との業務提携を解消。
  - 10月1日 - 新CI、新ロゴマークを導入。
  - 10月29日 - 新築したトゥモロービルにザ・デジタル館開店。
  - 11月11日 - 奥山ビルにHOBBY館開店。
  - 12月16日 - 東京証券取引所市場第2部に株式上場。
- 2000年（平成12年）
  - 4月17日 - 株式会社庄子デンキを買収し、子会社化。
  - 5月 - 本社を東京都千代田区神田須田町二丁目19-4に移転。
  - 11月21日 - 株式会社真電と業務提携し、両社出資でラオックス真電株式会社を設立[24]。

### 2001年 - 2020年
- 2001年（平成13年）3月 - 売上高が2141億円に達する（2001年3月期）[25]。
- 2002年（平成14年）
  - 4月1日 - 子会社の東北ラオックス株式会社を吸収合併[26]。
  - 4月18日 - 株式会社真電の筆頭株主（17.6%）となる。
- 2003年（平成15年）- 谷口正治が会長を退任。
  - 9月 - ピーシーデポコーポレーションと業務提携[27]（2005年3月31日解消）。
- 2004年（平成16年）11月22日 - 筆頭株主がオックスフォード有限会社に異動、投資ファンドの株式会社MKSパートナーズが親会社となる[28]。
- 2005年（平成17年）
  - 5月1日 - 本多利範が社長に就任[29]。
  - 10月1日 - 株式会社ナカウラを吸収合併[30]。
- 2006年（平成18年）
  - 1月28日 - 大阪日本橋でんでんタウン内のショッピングモール「チャイナモール新天地」に免税店を開店し、関西に進出[31]。
  - 5月8日 - 本社を東京都港区芝浦四丁目3-4 田町きよたビルに移転[32]。
  - 9月29日 - ナカウラ本店、アソビットキャラシティ、デューティフリーアキハバラの土地・建物を売却[33]。
- 2007年（平成19年）
  - 1月21日 - 最後まで残っていたナカウラの店舗（本店）を閉店。
  - 2月28日 - 株式会社真電との業務提携を解消[34]。
  - 6月26日 - 山下巌が社長に就任[35]。
  - 9月30日 - 秋葉原のザ・コンピュータ館を閉店。
  - 12月1日 - 投資ファンドのマイルストーンターンアラウンドマネジメント株式会社との第三者割当による優先株式の発行を含む業務資本提携の締結を決議、同ファンドが潜在的経営権を持つこととなる[36][37]。
- 2008年（平成20年）
  - 5月26日 - 本社を秋葉原地区（東京都千代田区神田須田町2-19）に戻す[38]。
  - 8月31日 - 子会社の庄子デンキの店舗を全て閉鎖[39]。
  - 12月14日 - 子会社のラオックスヒナタの店舗を全て閉鎖[40]。
- 2009年（平成21年）
  - 3月27日 - 2月17日に15店舗を会社分割で子会社化してノジマに譲渡する基本合意を締結[41]するが、協議で折り合いがつかずに合意は解消[42][注釈 6]。
  - 4月5日 - 創業者・谷口正治が死去[43]。
  - 6月25日 - 蘇寧電器股份有限公司、日本観光免税株式会社の傘下となることが決定[44]。
  - 7月26日 - 新・成田店を閉店。これをもって旧来のラオックス直営の郊外店舗はすべて閉店。
  - 8月3日 - 羅怡文が社長に就任[45]。第三者割当増資を実施。蘇寧電器の100%孫会社「GRANDA MAGIC」が約27%出資の筆頭株主に、羅怡文が経営する日本観光免税が第2位株主になる。
  - 9月21日 - 本社を東京都千代田区外神田四丁目6-7 カンダエイトビルに移転[46]。
  - 10月30日 - 本店が総合免税店として新装開店[47]。
- 2010年（平成22年）
  - 4月 - WATCH.とヴィーナスフォート店を開店。国内新規店舗の出店を再開[48]。
  - 6月18日 - 蘇寧電器浦東第一店（中国・上海市）内に中国での初店舗となる「MUSICVOX 上海遠東店」を開店[49]。
- 2011年（平成23年）
  - 11月 - 本社を東京都港区芝二丁目7-17（住友芝公園ビル）に移転。
  - 12月31日 - ラオックスブランドでの中国第1号店となる「楽購仕生活広場 銀河1号店」を中国・南京市に開店[50]。
- 2012年（平成24年）4月27日 - 福岡県福岡市に九州第1号店となる「キャナルシティ博多店」を開店[51]。
- 2015年（平成27年）9月1日 - オンワードと共同で、衣料品販売会社の株式会社オンワード・ジェイ・ブリッジを設立[52]。
- 2016年（平成28年）
  - 2月19日 - 「千葉ポートスクエア」のオフィス棟・商業棟・ホテル棟を中国の緑地集団と共同で取得
  - 3月1日 - 愛知県名古屋市中区の丸栄に東海地方初の店舗を開店[53]。
  - 3月25日 - 京都マルイ店を開店
  - 7月26日 - 飯島三智を支援してCULENを設立、資本参加[54]。
- 2017年（平成29年）
  - 3月22日 - 飲食店事業を営む新会社「フードクリエイションワークス」を設立[55]。
  - 7月1日 - 「千葉ポートタウン」グランドオープン。京都府久御山町のタクシー会社・愛都交通の全株式を取得[56]。
  - 8月31日 - 兵庫県の地場百貨店・ヤマトヤシキの新株予約権を取得[57]。
  - 9月22日 - 婦人靴卸売業のオギツを買収[58]。
  - 12月22日 - 「千葉ポートサークル」グランドオープン。
- 2018年（平成30年）
  - 3月26日 - ロコンドと共同で、ギフト販売会社のシャディを買収[59]。
  - 12月31日 - 井門エンタープライズが運営する武蔵小山店が閉店。1983年の業務提携から続いたラオックスIMONが全店閉店。
- 2019年（平成31年）
  - 1月11日 - ラオックスSCDがヤマトヤシキ加古川の全株式を取得。
  - 6月19日 - GRANDA GALAXY LIMITED[注釈 7]及びグローバルワーカー派遣[注釈 8]に対して第三者割当株式及び新株予約権を発行することを発表[60]。
  - 12月5日 - 上記の新株式発行が完了し、新たにGRANDA GALAXY LIMITEDが筆頭株主になる。
- 2020年（令和2年）2月 - 愛都交通をマツシマホールディングスへ譲渡[61]。

### 2021年 -
- 2021年（令和3年）
  - 4月 - オギツ及びモード・エ・ジャコモをアイティエルホールディングスへ譲渡[62]。
  - 11月 - 筆頭株主であったGRANDA GALAXY LIMITEDが、保有株式をグレニッチ・インベストメント・ホールディングズ・ピーティーイー・リミテッドへ譲渡[63]。
- 2022年（令和4年）
  - 5月 -  筆頭株主であったグレニッチ・インベストメント・ホールディングズ・ピーティーイー・リミテッドが保有株式の大半（持株比率30%）をHANMAX INVESTMENT LIMITEDに譲渡し、GRANDA MAGIC LIMITEDが筆頭株主となる[64]。
  - 10月3日 -  持株会社体制に移行し、ラオックスホールディングス株式会社へ商号変更。貿易事業及びインバウンド関連商品の販売事業を、新設分割によりラオックス・トレーディング株式会社に承継[65]。
- 2023年（令和5年）5月1日 - 日本国内で「バーニーズ・ニューヨーク」の店舗を展開しているバーニーズジャパンの全株式をセブン&アイ・ホールディングスから取得[66][67][68][69]。
- 2024年（令和6年）9月25日 - バーニーズ・ニューヨーク新宿店跡地にLAOX Grand Stage 新宿東口本店をオープンした[70][71]。

## 店舗展開
かつては関東地方を中心に家電量販店を100店舗を超える規模で展開していたが、経営の悪化で直営店は一時は秋葉原の数店舗のみにまで縮小していた。
蘇寧電器傘下となってからはインバウンドの拡大を背景に東京を中心とした全国の主な観光地に免税店を出店、北は北海道から南は沖縄までと広範囲に展開し、最大時には45店舗（2017年11月末時点）を営んでいた。
しかし、既述の通り新型コロナウイルスの影響による外国人旅行客の激減を受けた結果、2020年内に九州・沖縄から撤退。2021年度にはさらなる店舗閉鎖が行われ、店舗総数は6店舗（うち2店舗は長期休業）にまで減少した。また店舗事業に関しては、秋葉原の本店を一時期「アソビットシティ」の業態に改装したほか、大阪の道頓堀店を国内外の食料品や理美容品などを扱う店舗に改装、その後、アジアの化粧品・食品の専門店の展開を開始するなど、国内顧客を意識した取組を実施している。

## 閉店した店舗

### 秋葉原
秋葉原におけるラオックスの店舗は度々大がかりな再編が行われ、業態変更、移転、分散、集約など複雑な変遷をしてきた。以下は、各所在地の店舗の変遷を順に示したものである。なお、同じ名称で移転した店については、区別するために（1st）、（2nd）、（3rd）…と世代を付記した。
外神田一丁目4-13
- JR総武線高架下にあった店舗。現在はマツモトキヨシ アキバ店。

1. ポケットプラスワン - 吸収合併したナカウラ3号店を転換し、2005年10月に開店した携帯電話などを中心に取り扱う店舗。ザ・コンピュータ館閉店後はマッキントッシュ関連の取り扱いも行っていた。2011年11月20日に閉店。

外神田一丁目7-4
- ザ・コンピュータ館の西側の並びにあった。現在はフロントプレイス秋葉原。

1. ラオックス秋葉原駐車場 - 1972年5月1日[21]に開業した秋葉原地区のラオックス店舗利用者向けの駐車場。ラオックス公式サイトの店舗一覧にも掲載されていた。2007年1月31日に閉館[75]。

外神田一丁目7-5
- ザ・コンピュータ館とは蕎麦屋を挟んだ並びにあった神田明神通り沿いの店舗。現在はフロントプレイス秋葉原。

1. ザ・電子文具館 - ザ・コンピュータ館1階にあった電子文具売り場を独立し開店[注釈 9]。ザ・コンピュータMOBILE館開店に伴い閉店。
2. デジタルスポット - デジタル印刷サービスを行う店舗。1998年6月7日に開店[77]。株式会社帆風との提携店舗だった。2000年にザ・デジタル館4階に移転。
3. ナカウラ7号店通信パソコン専門店 - 2000年8月4日に開店したナカウラの店舗。ノートパソコンや携帯電話などを取り扱っていた。
4. ナカウラ7号店パーツSHOP - 通信パソコン専門店を改装し、2001年9月頃[78]に開店したナカウラの店舗。PC/ATパーツやノートパソコン、デジタルカメラなどを取り扱っていた。
5. 買取センター - 中古PC買取・販売専門店。2002年1月18日に開店[79]。PCEXPOT 秋葉原本店の開店により閉店。

外神田一丁目7-10（三神ビル）および外神田一丁目7-6

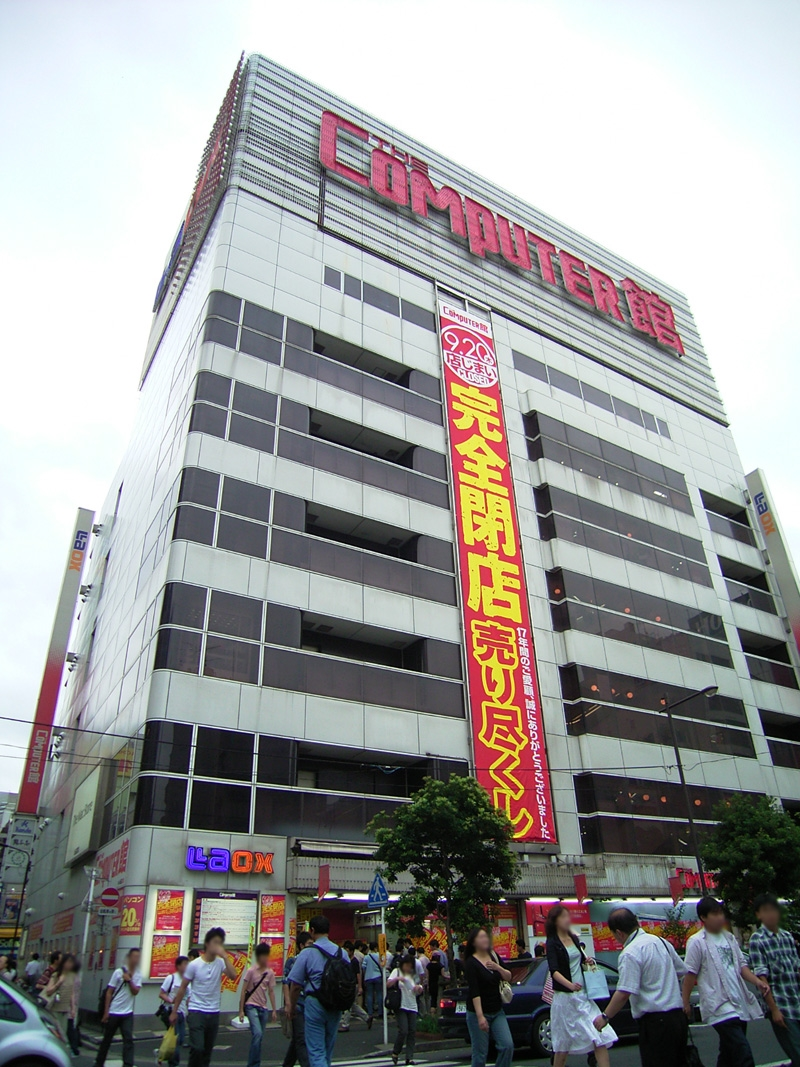
営業当時のザ・コンピュータ館

- 建物の場所は、ザ・コンピュータ館の南東部分。現在はAKIBAカルチャーズZONE。

1. オーディオエクスチェンジ - 1978年1月6日に三神ビル[注釈 10]の1、2階に開店した、中古オーディオ製品の委託販売を行う店[1]。楽器館（1st）が岡嶋ビルに移転後、外神田三丁目1-15のビルにエクスチェンジショップとして移転[21]。
2. 鍵盤館 - オーディオエクスチェンジ移転後の店舗に、ピアノやエレクトーン等の鍵盤楽器の売り場を集約し、1984年7月1日に開店[21][81]。ザ・コンピュータ館建設のため閉店し、岡嶋ビルの楽器館（2nd）に統合。
3. ザ・コンピュータ館 - 1990年4月29日に開店[注釈 11]した大型パソコン専門店。通称「ザ・コン」。元々この場所には神尾病院[82][注釈 13]や飲食店などがあったが、病院には移転地を提供、飲食店等にはテナントとしての入居を条件に地上6階／地下2階のビルを建設した「地元協調型再開発ビル」である[21]。「パソコン街」であった1990年代の秋葉原の象徴的な存在だった。ラオックスの経営悪化で、建物と土地が有利子負債の圧縮のため売却され[83]、店も2007年9月20日に閉店した[84]。

外神田一丁目7-12
- ザ・コンピュータ館に隣接した裏通り側の店舗。現在はフロントプレイス秋葉原。

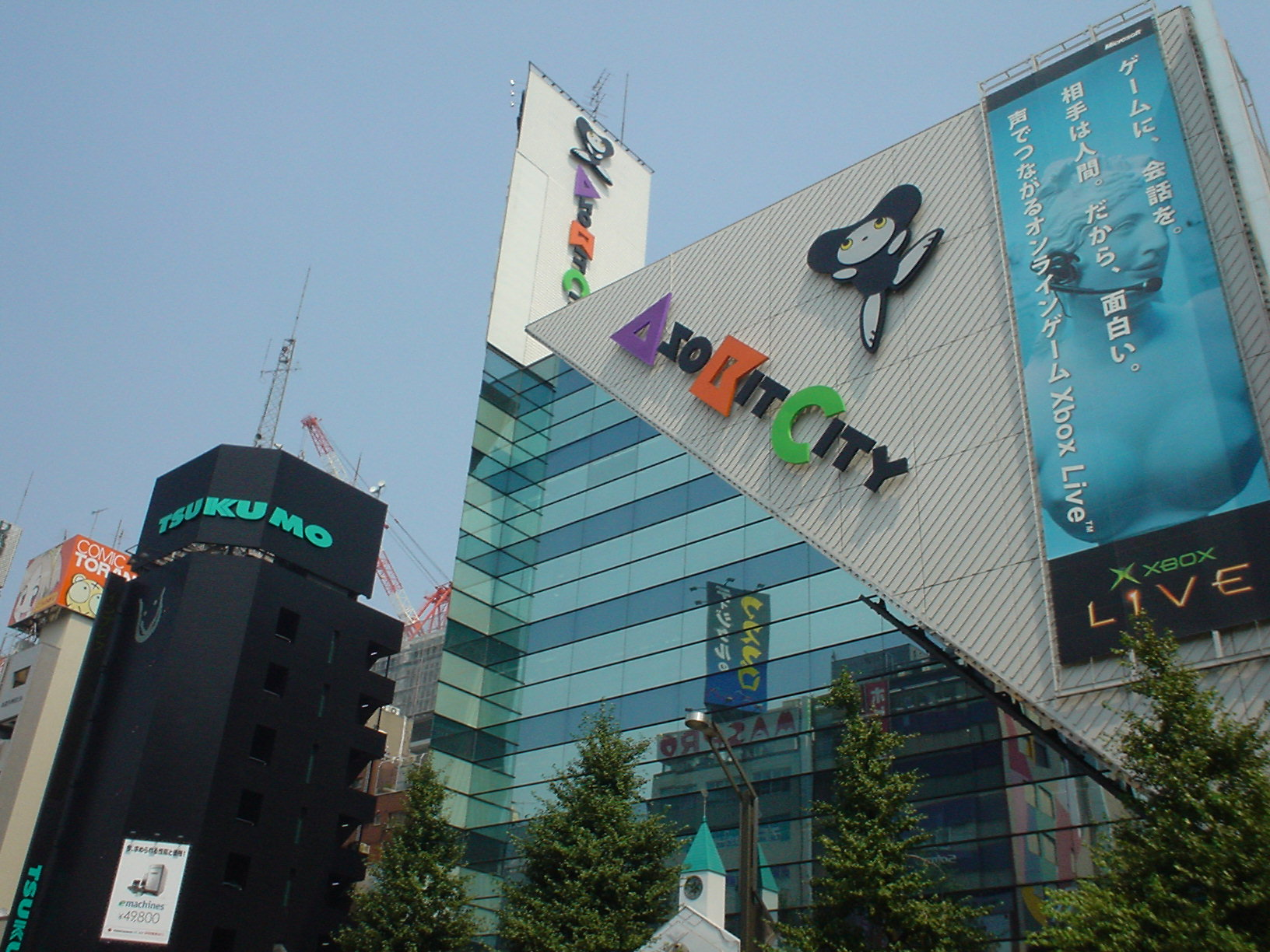
営業当時のアソビットシティ (1st)

1. アソビットシティ3番館 - 閉店したアソビットシティ（1st）の分散移転先として、先行して2004年1月29日にナカウラ6号店跡に開店。アニメやアダルトソフト中心の店舗だった。アソビットシティ再編に伴い2005年8月16日に閉店[85]し、アソビットゲームシティに統合された。
2. 携帯電話ステーション - アソビットシティ3号館の跡地に開店[86]。閉店時期は不明

外神田一丁目7-13
- アソビットシティ3番館の並びでソフマップ秋葉原5号店を挟んで西側の店舗。現在はフロントプレイス秋葉原。

1. PC・CTO・STATION - 2000年12月2日に開店した、パソコンのBTO[注釈 14]専門店[87]。
2. サプライアウトレット - 各種サプライのアウトレット品を販売していた。2005年7月18日に閉店[88]。
3. ザ・コンピュータ館アウトレット（2nd） - 岡嶋ビルから移転し、2005年8月25日に新装開店[89]。2006年5月7日に閉店[90]。

外神田一丁目8-8（岡嶋ビル）
- 現在はコトブキヤ秋葉原館

1. 楽器館（2nd）[注釈 15]によると「ニュー楽器館」とある - 1984年4月に外神田三丁目1-15から移転、本店5〜6階の楽器売場も取り込み開店[81]。1992年4月18日に奥山ビルに再移転。
2. ザ・コンピュータGAME館（1st） - ザ・コンピュータ館のゲーム売場の拡充のため、楽器館再移転後の1992年4月29日に開店[21]。1995年2月17日に外神田一丁目13-3に移転[91]。
3. ザ・コンピュータMAC館（1st） - ザ・コンピュータ館の5階にあったMAC売り場を移転し、専門店として1995年2月18日に開店[92]。2001年10月20日に外神田一丁目13-2のナカウラ2号店跡に移転。
4. ザ・コンピュータBOOK館 - 2001年10月14日に開店したコンピュータ書籍専門店[93]。2003年11月3日に閉店[94]。
5. PCEXPOT 秋葉原本店 - 2003年12月4日にピーシーデポコーポレーションとの業務提携の一環として開店した中古PC買取・販売専門店[94]。2005年3月31日に閉店[95]、ピーシーデポコーポレーションとの業務提携も同日をもって解消している[96]。
6. ザ・コンピュータ館アウトレット（1st） - 2005年4月7日にアウトレットとジャンク品の専門店として開店[97]。2005年8月22日に閉店して外神田一丁目7-13に移転[98]。2005年8月22日に閉店し、サプライアウトレット跡に移転。
7. The Mac Store - ザ・コンピュータ館の6階に移転していたMAC売場が、2005年8月26日に専門店として開店[92][99]。2007年3月21日に閉店し、ザ・コンピュータ館3階に移転[100]。
8. アソビットキャラシティ（2nd） - ビル改築のため外神田一丁目13-3から移転、2007年3月31日に開店。2009年8月30日閉店[101]。

外神田一丁目12-1
- 外神田一丁目13-3のビルと共に解体、現在は跡地に建てられたビル zigzag[102]にAOKI秋葉原店、飲食店等が入居。

1. ナカウラ本店 - 1971年6月20日に家電量販店ナカウラ（当時はでんきのナカウラ）の旗艦店として開店。2005年10月1日にナカウラがラオックスに吸収されてからはラオックスの一店舗として運営していた。土地と建物が隣接するアソビットキャラシティ（1st）と共に株式会社シンプレクス・インベストメント・アドバイザーズに売却、改築することになったため2007年1月21日に閉店。当初は新築されたビルの地下1階から地上3階までナカウラ本店とアソビットキャラシティを賃貸で入居させる予定だったため、「一時閉店」としていた[103]。

外神田一丁目13-2（うすやビル）
- 現在はパセラリゾーツAKIBA電気街口店。

1. ザ・コンピュータMAC館（2nd） - 岡嶋ビルから、中央通り沿いのナカウラ2号店（ナカウラあんこうパソコン・ビジュアル館）跡に移転、2001年10月12日に開店[104]。ナカウラによる運営だった。
2. アソビットシティ1番館 - 閉店したアソビットシティ（1st）の分散移転先として、2004年4月15日に開店。ゲーム、ホビー、映像、アダルト関連の店舗。
3. アソビットゲームシティ - アソビットシティ再編に伴い改装、ゲーム関係の専門店として2005年8月24日に開店。蘇寧電器傘下での経営改革の店舗再編により、2009年10月14日に閉店[105]。
4. デューティフリーアキハバラ（2nd） - 2009年10月30日に外神田一丁目15-3のビルから移転、蘇寧電器傘下での経営改革の第一弾として本店とともに新装開店[106]。店頭のテント看板には大きく「免税」と書かれ、「DUTYFREE STORE No.0002」の表記があったが、地下階はアソビットゲームシティのままアダルトソフト売り場として営業を続けていた[107]。 前述のように経営改革の一環として開店したものの、半年と経たず本店に統合された。
5. アウトレット アキハバラ - 2010年3月6日よりアウトレットの店舗として期間限定で営業。2010年5月31日に閉店[108]。

外神田一丁目13-3
- ナカウラ本店ビルとともに解体、現在は跡地に建てられたビル zigzag[102]にAOKI秋葉原店、飲食店等が入居。

1. 中央店[109] - 吸収合併した松波無線本店を地上7階／地下1階に建て替えた店舗で、1983年10月15日に「コンピュータメディア館」の名称で開店した[21]。1990年4月のザ・コンピュータ館開店によりパソコン関連の扱いを同店に統合したため、閉店。
2. ザ・デューティフリー館（1st） - 外国人旅行者の増加へ対応するため、1990年5月25日に免税店業態に転換[21]。ザ・コンピュータGAME館（1st）の移転に伴い1995年に閉店。
3. ザ・コンピュータGAME館（2nd） - 岡嶋ビルから1995年2月17日に移転して開店[91]。アソビットシティ（1st）に吸収される形で2002年9月に閉店。
4. DUTYFREE NAKAURA - ナカウラの免税店。2002年10月に開店、2005年8月15日に閉店。
5. アソビットキャラシティ（1st） - アソビットシティ再編に伴い、キャラクターグッズやフィギュア関係の店舗として2005年8月24日に開店。ビル建て替えのため2007年3月25日に閉店し、岡嶋ビルに移転[110]。

外神田一丁目15-3（元、谷口電機ビル）
- 以前の谷口電機ビル[注釈 3]時代には、外神田一丁目15-5のビルとL字型に接続されていて通り抜け可能だった。現在は免税店AKKY One 秋葉原店。

1. サウンドショップ - 朝日無線電機時代の1975年12月1日に万世店を改装して音響機器中心の店として開店[1]。楽器館（1st）の開店にともない、1981年3月21日にオーディオ製品とビデオの専門店として新装開店、奥山ビルにニューサウンドショップが開店後は、地下と1階で免税品を扱うようになった[21]。
2. ザ・デューティフリー館（2nd） - サウンドショップを全館免税店に業態変更して、1993年6月12日に新装開店[111]。その後、ザ・デューティフリー館は1997年11月15日に奥山ビルへ移転。
3. ザ・コンピュータMOBILE館 - 三越電機ビル[注釈 4]と連結していた谷口電機ビルを1997年に現在のビル[注釈 16]に改築し、11月1日にモバイル機器の専門店を開店[21]。ザ・電子文具館の取り扱い商品を引き継ぐ。ザ・デジタル館に吸収される形で1999年10月11日に閉店。
4. デューティフリーアキハバラ（1st） - ザ・デューティフリー館（3rd）を移転、リニューアルして1999年10月29日に開店。2006年9月29日に建物と土地を株式会社サンケイビルに売却[112]、リースバックして営業を続けた。蘇寧電器傘下での経営改革の店舗再編により2009年10月に閉店し、アソビットゲームシティの地上部分に移転。
5. アソビットアウトレット館 - デューティフリーアキハバラ移転後の店舗にて期間限定でアニメ・ホビー関連商品のアウトレット販売を行っていた。2009年12月29日に閉店。

外神田一丁目15-5（三越電機ビル）

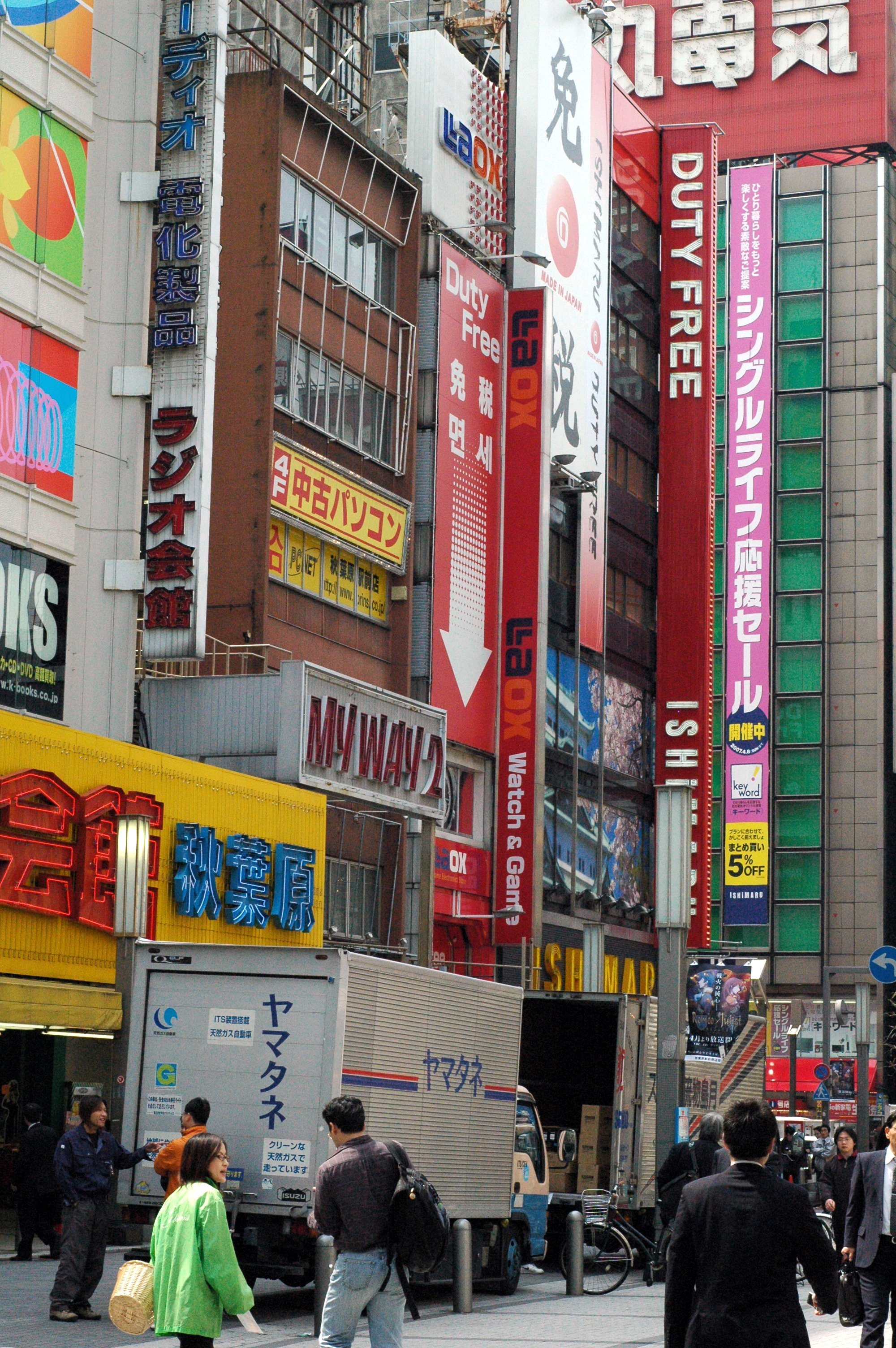
営業当時のウォッチ&カメラ館

- 秋葉原駅電気街口の通りに面した位置にあり、かつては谷口電機ビルと接続されていた。買取りまっくすアキバ駅前店などが入居。

1. ウォッチ&カメラ館 - 1997年11月17日に開店[113]した時計とカメラの専門店。2008年3月23日閉店[114]。

外神田一丁目15-18（奥山ビル）
- 現在は飲食店が入居

1. オーディオ店 - 1968年5月11日に開店、1971年3月20日に閉店した谷口電機の店舗[1]。
2. ソフトショップ - 1〜2階、約30坪の小型店[21]。
3. ニューサウンドショップ - 奥山ビルを9階建てのビルに改築し、1985年10月18日にオーディオ製品をはじめとする家電総合店として開店[21]。
4. 楽器館（3rd） - 1992年4月18日に岡嶋ビルから再移転して開店[81]。1997年11月1日に神田佐久間町1-15の川初ビルに再々移転。
5. ザ・デューティフリー館（3rd） - 免税店。1997年11月15日に移転開店。ザ・デジタル館開店に伴う店舗再編で元の場所に再移転。
6. HOBBY館 - PC／TVゲーム、DVDソフトのほか、プラモデル、鉄道模型、フィギュアといった「楽しい時間を過ごすための商品」を扱う店舗として、1999年11月11日に開店[115]。アソビットシティ（1st）開店後もそのままの名前で営業していた。
7. アソビットシティ2番館 - 閉店したアソビットシティ（1st）の分散移転先として、店舗名を変更し2004年4月に開店[116]。2005年8月18日に閉店。
8. アソビットホビーシティ - アソビットシティ再編に伴い改装、店舗名を変更し2005年8月24日に開店。ガンダムや各種模型、ミリタリー・エアガン関係の店舗だった。
9. アソビットシティ（2nd） - アソビットシティ2店舗を吸収し、2009年10月30日に名称変更。アニメ関連・コスプレ・ガンダム、プラモデル・ミリタリー・鉄道・アイドルイベントを中心に運営をしており、インバウンドの流入を図る為、改装を行い2015年4月30日をもって休業。
10. 秋葉原アソビットシティ店 - アソビットシティ（2nd）の店の下層階を家電等の免税品売場に改装し2015年7月5日に開店。その後、爆買い需要の低迷で2017年1月に店舗縮小のうえホビーのみ取り扱いに戻したが、2017年3月31日に閉店。

外神田一丁目16-1（トゥモロービル）
- 現在はパチンコ店ビッグアップル秋葉原店と飲食店等が入居。

1. ザ・デジタル館 - 1997年12月3日に万世公団（万世ビル）のあった用地をラオックスが子会社ラオックストゥモローを通じて取得、自社ビルを建築し1999年10月29日に開店。デジタル家電の成長と需要を見込み、ブロードバンド時代の新たな生活スタイルを提供する店をコンセプトとしていた。しかし営業当時には店のコンセプトに合致した商品が出てこなかったため、パソコンを中心とした品ぞろえにせざるを得ず既存のザ・コンピュータ館との差別化が図れなかったこと、立地の悪さから集客に難があったことなどから不振に終わり[117]、2003年1月13日に閉店。土地と建物は後に2005年3月15日に売却されている[118]。

外神田三丁目1-14
- 現在は空き家。

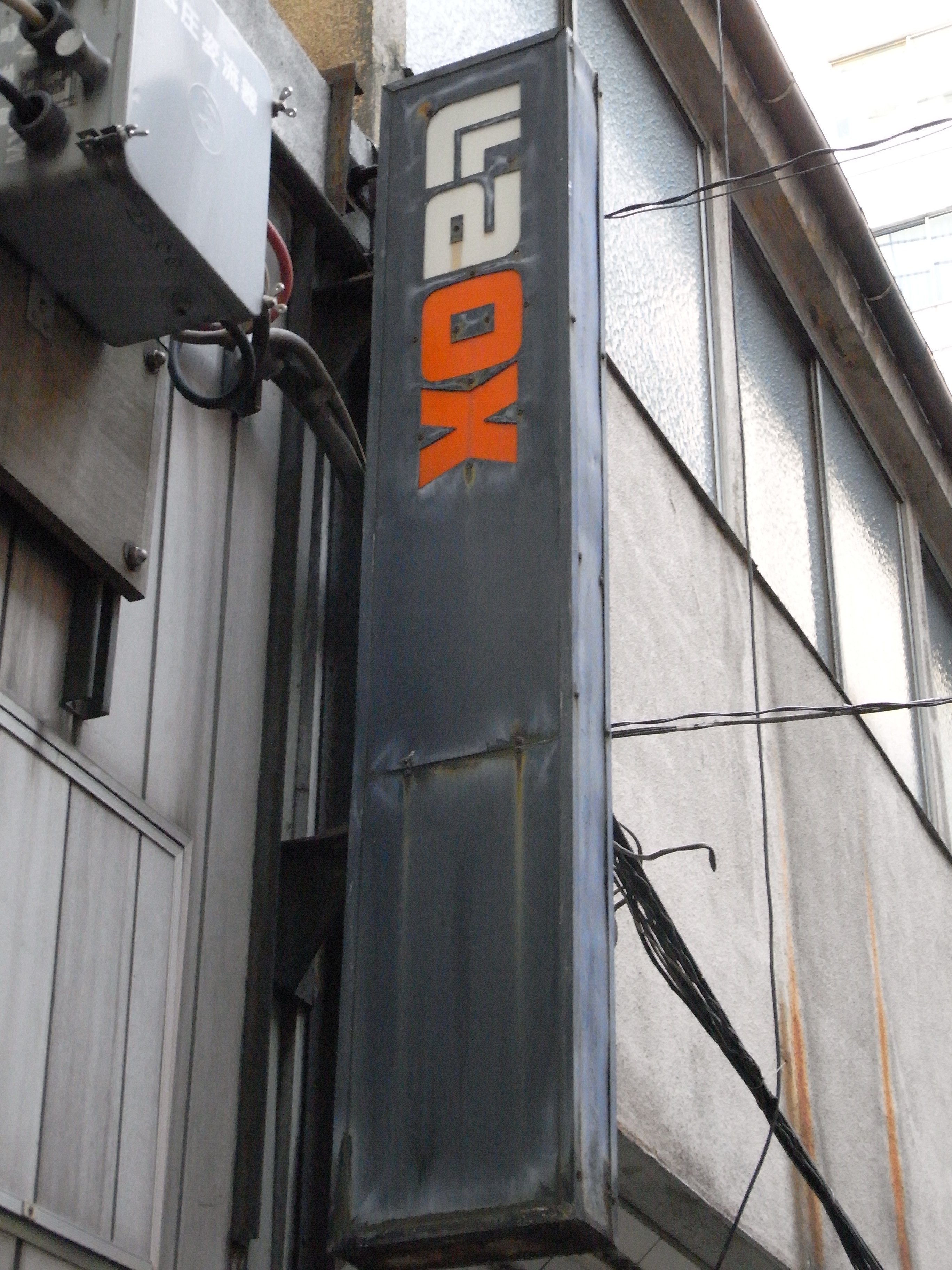
ラオックスの旧ロゴ

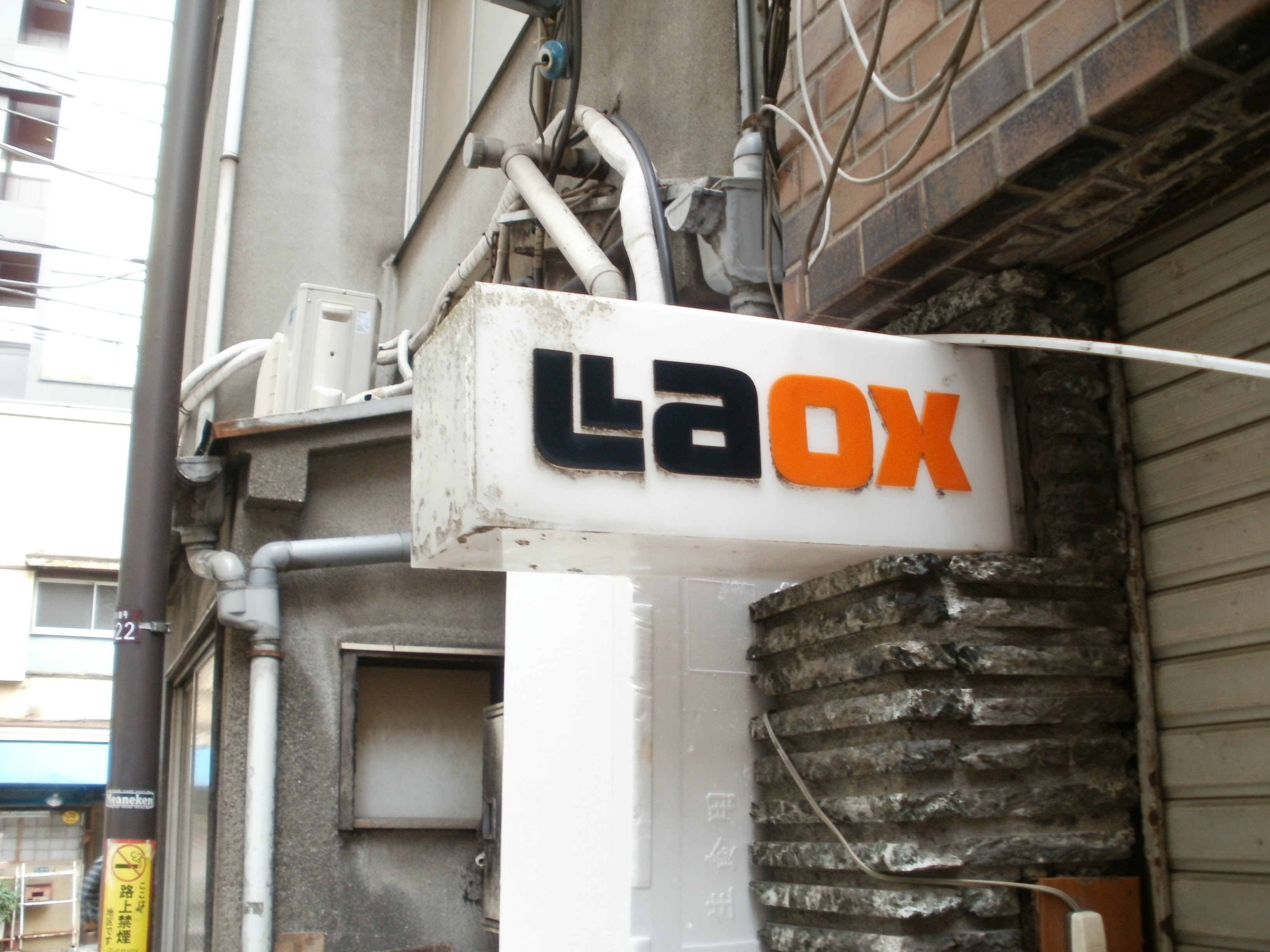
ラオックスの旧ロゴ

1. コンピュータアウトレット - ザ・コンピュータ館IIで扱っていた展示品PCの販売を移転し、PCアウトレット専門店として1994年1月19日開店[113]。2000年9月3日に閉店[119]。
2. PC・DO SHOP - DOS/Vパーツとアウトレットの専門店。2000年9月7日に開店[119]。2003年6月22日に閉店し、2003年6月28日にザ・コンピュータ館地下階に移転[116]。
3. アソビットシティ4番館 - 閉店したアソビットシティ（1st）の分散移転先として、2004年4月22日に開店。アソビットシティ再編に伴い2005年8月20日に閉店[85]し、アソビットホビーシティに統合された。ミリタリー・エアガン関係の専門店だった。
4. アソビットアウトレットシティ - 2005年10月22日に開店。2006年4月に閉店したが、その後も2009年9月23日までは一般雑貨のアウトレット店として不定期に営業していた。

外神田三丁目1-15
- 現在はもんきーそふとアキバ店、もんきーねっとアキバ店等が入居のモンキータウン。

1. 楽器館（1st） - 移転した本社跡を改装、サウンドショップの楽器売場を移転して1981年2月21日に開店[1]。1984年4月に外神田一丁目8-8に移転。
2. エクスチェンジショップ - 中古オーディオ製品の再販と委託販売を行う店舗。1984年6月8日に開店[21]。
3. ザ・コンピュータ館II - 1991年4月6日にエクスチェンジショップの1階を改装して開店、パソコン、ワープロ関連のアウトレット販売の店舗[21]。コンピュータアウトレットが開店すると、店舗再編にともない、1995年2月にNETWORK館に改装された[91]。
4. ザ・コンピュータNETWORK館 - 1995年2月18日開店。2001年にOFFICE館に改装された。
5. ザ・コンピュータOFFICE館 - 2001年10月26日に開店[93]。2003年11月3日閉店後、ザ・コンピュータ館に統合。

外神田四丁目3-3（ミナミビル）
- 現在はドン・キホーテ秋葉原店等が入居。

1. アソビットシティ（1st） - 2002年10月10日にミナミムセン秋葉原本店・T-ZONE.本店跡地に開店[120]。ザ・コンピュータGAME館から引き継いだゲーム関連商品を始め、各種ホビー・玩具類のほか、CD・DVDソフトなども揃えた日本最大級の総合エンタテインメント店舗だった。秋葉原の新名所として注目されたが、建物を所有していたミナミ無線電機が建物を売却した関係で1年半後の2004年4月11日に閉店[121]し、店舗は1番館〜4番館の4店舗に分散移転した[116]。

神田佐久間町一丁目15（川初ビル）
- 現在は飲食店が入居。

1. 楽器館（4th） - 奥山ビルから3度目の移転をし、1997年11月1日に開店。
2. MUSICVOX AKIHABARA - 2005年10月20日に改装し、名称を変更[81]。2012年12月1日に新宿へ移転して以降は、跡地で家電製品や楽器等のアウトレット販売を行っていた。2013年1月27日に閉店。

神田佐久間町一丁目24
- JR秋葉原駅の昭和通り口改札を出て昭和通り沿いの左手。現在はコクミン秋葉原東口店

1. 神田無線電機 - ラオックスの子会社の神田無線電機が運営する、家電製品と日用雑貨、化粧品等を扱う店舗。2000年に閉店。

所在地不明
- マイコンショップ - 1983年5月に開店したマイコン関連の専門店[21]。所在地および閉店時期は不明。

### 東京都
開店順に整列する。
- 墨田店（墨田区横川） - 1969年3月1日開店[122]した朝日無線電機時代からの店舗。2002年7月閉店。現在はぱぱす横川店・ぱぱす本社。
- 足立店（足立区中央本町） - に1973年6月21日開店[122]。2階部分にはカラオケ店を併設していた。現在はドン・キホーテ環七梅島店。
- 三鷹店（三鷹市野崎） - 1973年10月27日開店[122]。黒字店舗であったが、店舗用地地権者の相続発生による用地売却に伴い、2000年に閉店。現在はトヨタ系ディーラー。
- 桜上水店（世田谷区桜上水） - 1974年9月25日開店[122]。2004年2月11日閉店[123]。現在はファミリーマート桜上水駅南口店。
- 笹塚店（渋谷区笹塚） - 笹塚ショッピングモール21に1978年11月2日開店[124]。2009年5月17日閉店[75]。

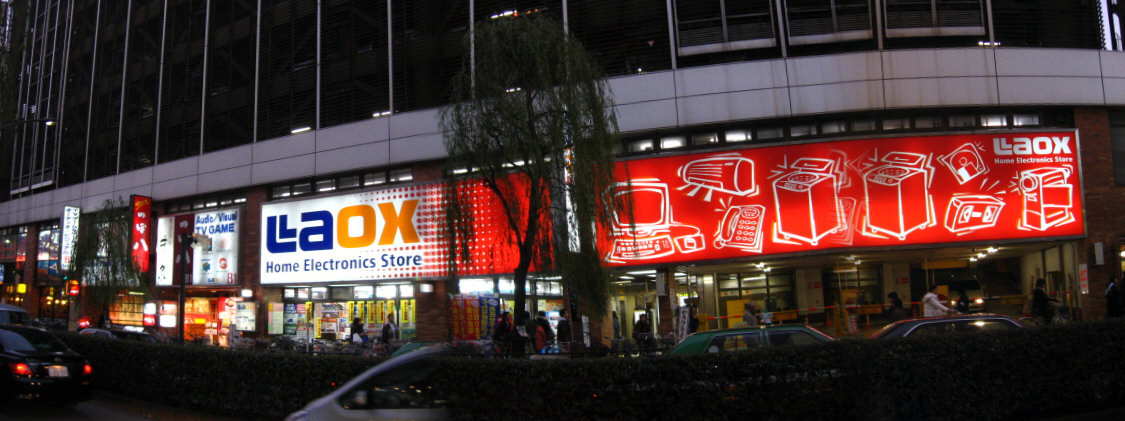
ラオックス吉祥寺店（吉祥寺パーキングプラザ。2008年12月31日閉店）

- 吉祥寺店（武蔵野市吉祥寺本町[125]） - 吉祥寺パーキングプラザに1981年3月15日[113]開店。2000年頃には地下1階にも売り場を増床。2007年にヨドバシ吉祥寺が隣接地に出店したため、ヨドバシカメラとの差別化を図り2008年4月5日には一般家電の扱いを縮小して2階部分に「MUSICVOX KICHIJOUJI」（秋葉原以外では唯一の楽器専門店舗だった）を開店したものの、2008年12月31日[75]閉店。跡地はしばらく空き店舗状態だったが、2010年4月に駐輪場が新設された[126]。
- 新宿店（新宿区新宿） - 1981年10月1日[113]開店。8階に「新宿マイコン学院」を併設するなど、1980年代のラオックスにおけるパソコン販売の旗艦店であった[127][128]。1992年3月20日に閉店、店舗と土地は隣接地を所有する伊勢丹に51億5千万円で売却した[129]。
- 荻窪店（杉並区上荻） - 1981年12月20日に開店した、ニシムラ電機とのフランチャイズ店[130]。ラオックスのフランチャイズ店第1号だった。2009年5月10日閉店[75]。現在はスーパーマーケットのアキダイ荻窪店。
- 戸越店（品川区戸越[125]） - 松波無線戸越店を吸収合併によりラオックス店に転換して1982年4月21日開店[131]。2001年11月4日に閉店[132]。2001年11月30日にTSUTAYA戸越公園店（ラオックス運営）に業態変更[133]。現在はゲオ戸越公園店。
- 長崎店（豊島区南長崎[125]） - 松波無線長崎店を吸収合併によりラオックス店に転換して1982年4月21日開店[131]。現在はぱぱす薬局南長崎店。
- 青戸店（葛飾区青戸） - ユアエルム青戸店[125]に1989年3月14日開店[113]。2009年6月21日閉店[75]。現在はザ・ダイソーユアエルム青戸店。
- 調布パルコ店（調布市小島町） - 調布パルコ内[125]に1989年5月25日開店[113]。2009年5月6日閉店[75]。同年5月22日にノジマに転換。
- 江古田店（中野区江原町） - 1990年11月11日開店、1998年1月25日閉店[113]。現在はクレディセゾンユビキタス。
- 立川店（立川市曙町） - 髙島屋立川店8階に1994年12月7日開店、1999年5月30日閉店[113]。
- 調布コンピュータ館（調布市小島町[125]） - 1996年2月24日開店[134]。2003年3月31日閉店。
- 昭島店→モリタウン店（昭島市田中町） - モリタウン内[125]に1997年3月15日[113]に昭島店として開店。モリタウン改装工事のため2004年1月12日に一時閉店[123]、2004年10月28日に「モリタウン店」として新装開店[135]、2009年5月17日閉店[75]。その後、でんきのセキド昭島モリタウン店となり、現在はユニクロ昭島モリタウン店。
- 南大沢店（八王子市南大沢） - 2001年11月2日開店[133]。2008年4月20日閉店[75]。
- ひばりが丘パルコ店（西東京市ひばりが丘） - ひばりが丘パルコ内に2006年2月17日開店[136]。2009年5月6日閉店[75]。同年5月22日にノジマに転換。
- 東小金井店（小金井市中町） - 大丸ピーコック東小金井店内に2006年3月10日開店[136]。2008年6月29日閉店[75]。
- 晴海トリトン店（中央区晴海） - 晴海トリトンスクエア内に2006年3月24日開店[136]、2007年12月9日閉店[75]。
- アソビットシティ中野店（中野区中野） - 中野ブロードウェイ内に2006年5月31日開店[137]。秋葉原以外に出店したアソビットシティ初の独立店舗だった。

→中野店 - 通常の家電店に改装し2007年4月27日開店、2008年4月6日閉店。現在はアドアーズ中野店（ラオックス閉店をうけて既存の店舗を増床）。
- ダイエー大島店（江東区大島） - ダイエー大島店内に2006年9月22日開店、2009年5月24日閉店[75]。
- 西葛西店 - 江戸川区西葛西四丁目2-28 サニーモール西葛西の3階に2006年12月開店。2009年5月31日閉店[75]。現在はゲームセンターのキャッツアイ西葛西店。
- アソビットシティららぽーと豊洲店（江東区豊洲） - ららぽーと豊洲店内に2006年10月5日開店[139]。ポケットプラスワンも併設していた。2009年5月10日閉店[75]。跡地にマザウェイズららぽーと豊洲店→ドコモショップアーバンドックららぽーと豊洲店とレベルファイブ ヨロズマート（旧：妖怪ウォッチ オフィシャルショップ ヨロズマート）アーバンドック ららぽーと豊洲店が入居（ヨロズマートのみ2018年5月をもって閉店し後にアローズジム&ラボららぽーと豊洲校が入居）。

- 阿佐ヶ谷店（杉並区阿佐谷南） - 2006年11月26日開店。2009年3月15日に閉店[75]。現在はドコモショップ阿佐ヶ谷店。
- 高円寺店（杉並区高円寺南） - 2007年4月17日開店。2008年6月15日に閉店[75]。 旧来のラオックス郊外店としては最後に出店した店舗だった。現在はヴィレッジヴァンガード高円寺。
- 銀座松坂屋店（中央区銀座） - 松坂屋銀座店内に2010年11月20日開店。開店当時、銀座地区に出店する初の家電量販店として注目された。松坂屋銀座店改築に伴い、2013年6月30日閉店。
- 池袋東武店（豊島区西池袋） - 東武百貨店池袋本店内に2011年9月1日開店。国内向け家電に特化した店舗だった。2013年8月23日閉店。
- MUSICVOX SHINJUKU（新宿区新宿） - 秋葉原から移転する形で「WATCH.」店の上階に2012年12月1日開店。2013年12月31日閉店。跡地はブランドオフ新宿東口店が増床。
- 新宿東口店（新宿区新宿） - さくらやから営業を引継ぐ形で「WATCH.」店として、2010年4月23日に閉店[48]。2017年4月20日に現店舗名に変更した。2019年5月1日以降、一時休業となり営業再開しないまま8月15日に閉店した[6][7]。
- ヴィーナスフォート店（江東区青海） - 2010年4月28日開店。2022年3月27日閉店。
- 銀座本店 （中央区銀座） - 2013年11月28日開店。2018年8月31日閉店。
- 銀座EXITMELSA店（中央区銀座） - 銀座EXITMELSA内。2015年9月18日開店。2021年9月30日閉店。
- デックス東京ビーチ台場店（港区台場） − 2016年6月25日開店。2022年2月20日閉店。

井門エンタープライズ提携店舗

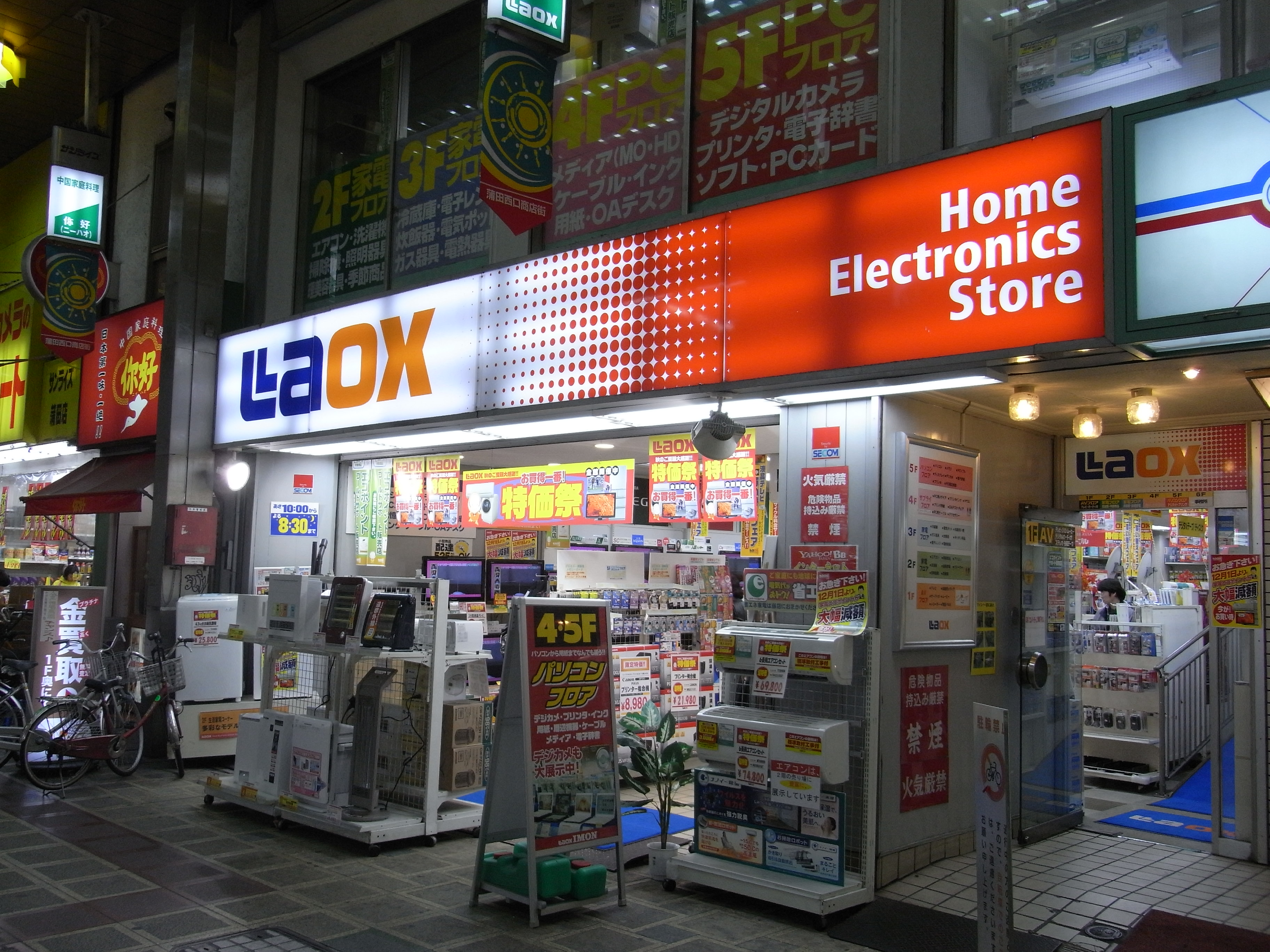
営業当時のIMON蒲田店

- IMON小岩店（江戸川区南小岩） - 1983年4月29日に大丸百貨店[注釈 17]小岩店をラオックス店として改装開店した提携第2号店[21]。閉店後はインテリア井門から3〜5階は井門グループの家具店「Cagoo（カグー）」（1、2階はザ・ダイソー小岩サンロード店）を経て現在は全館がダイソーとなっている。
- IMON錦糸町店（墨田区錦糸町） - 1983年8月27日に錦糸町駅ビル4階[140]の大丸百貨店[注釈 17]錦糸町駅ビル店を大丸百貨店・ラオックス錦糸町駅ビル店として改装開店した提携第4号店[21]。開店当初は洋品店や貴金属店も併設していた[140]。閉店時期は不明だが1997年以前。
- IMON蒲田店（大田区西蒲田） - インテリア井門蒲田店[注釈 18]をラオックス店に改装し、昭和50年代後半に開店[141]。2013年4月30日閉店。同じビルに入居していた井門系列の宝飾店「ジパング」も同日に閉店。現在はマツモトキヨシ蒲田西口店。
- IMON大山店（板橋区大山町） - 1989年1月28日開店[113]。2009年12月28日閉店。同じビルのインテリア井門も同日に閉店。現在はマルハン大山店。
- IMON大井店（品川区東大井） - 1989年1月28日に大丸百貨店[注釈 17]大井店をラオックス店として改装し開店[113]。2011年1月14日閉店。現在は洋服の青山大井町東口店。なお、同じビルにあるModels IMONとジュエリーIMONは営業を継続。
- IMON武蔵小山店（品川区小山） - 2018年12月31日に、ジュエリー井門・中華料理店共に閉店。翌年4月中旬にラオックスと宝石店の跡地にはダイソーが開店したが飲食店は快活クラブが開店。
- IMON赤羽店（北区赤羽） - 1990年2月24日開店[113]。現在はザ・ダイソーLaLaガーデン赤羽店。

### 千葉県
- 千葉店（千葉市中央区新千葉） - 千葉駅ビルに1963年4月21日開店した、ラオックス（朝日無線電機）のチェーン店第1号で、開店当時の屋号はユニオン電気[注釈 19]だった[143]。2004年3月27日閉店[123]。
- 千葉パルコ店（千葉市中央区中央） - 千葉パルコ内に1987年10月8日開店、1993年2月28日閉店[113]。
- ポートスクエア千葉店（千葉市中央区問屋町） - 千葉ポートスクエア1階および3階に1993年10月1日開店。3階はザ・コンピュータ館千葉。2000年1月31日に閉店[113]。
- 都町店（千葉市中央区都町） - 1970年7月1日開店[122]。
- 仁戸名店（千葉市中央区仁戸名町） - 2008年6月22日閉店[75]。現在はマミーマート仁戸名店。
- 稲毛店（千葉市稲毛区小仲台） - 1971年4月26日開店[122]。 2004年8月1日閉店[123]。現在は快活CLUB稲毛駅東口店。
- 稲毛ソフト館（千葉市稲毛区小仲台） - 一丁目4-20 メテオショッピングセンター内[125]に1990年11月16日開店[113]。東習志野店開店に伴い2000年12月31日に閉店[144]。
- 稲毛海岸店（千葉市美浜区） - 1986年7月8日開店、1996年1月15日閉店[113]。
- 幕張店（千葉市花見川区幕張町） - 近隣の小型店を統合する形で2000年2月24日[113]開店。2009年5月24日閉店[75]。
- 千葉東寺山店（千葉市若葉区東寺山町） - 1989年9月23日[113]開店。2000年1月31日閉店。現在はザ・ダイソー百円館千葉若葉店。
- 土気店（千葉市緑区高津戸町） - ヒタチ商会とのフランチャイズ店で1988年3月26日開店、1999年2月14日閉店[113]。
- 津田沼店（習志野市津田沼一丁目） - イトーヨーカドー津田沼店6階に2002年2月23日開店[145]。2009年1月31日閉店[75]。現在はノジマとダイソー店。
- 東習志野店（習志野市東習志野） - ラオックス東習志野ショッピングモール（ラオックスがデベロッパー）のキーテナントとして2000年11月23日開店[144]。2008年12月31日閉店[75]。子会社の神田無線電機が運営するゴルフ・ドゥ東習志野店は現在も営業中。
- 船橋駅前店（船橋市本町） - 1991年9月14日開店[113]。旧大丸船橋店内。京成本線京成船橋駅付近の連続高架化工事、及び同駅付近の再開発事業の関係で坂善大丸船橋店と共に撤退、跡地は船橋フェイスビルとなり、同業の店舗としてさくらや船橋店が入居していた（2010年2月にさくらやの事業終了に伴いビックカメラに転換）。
- 船橋ららぽーと店（船橋市浜町） - ららぽーと船橋ショッピングセンター（現：ららぽーとTOKYO-BAY）内に1981年4月2日[113]開店（ららぽーと開業と同時）。2000年1月31日、幕張店に統合する形で閉店。
- ビビットスクエア店（船橋市浜町） - ビビットスクエア（現：ビビット南船橋）内に2004年12月1日開店、アソビットシティを併設していた[146]。2007年1月14日閉店[75]。現在はノジマ。
- 八千代台店（八千代市八千代台東） - 1986年8月27日開店、2000年冬に東習志野店開店に伴い閉店[144]。ラオックス運営のボウリング場等も併設していた[147]。現在は八千代台ボウル、ホップワン八千代台店が入居。なお、この場所への最初の出店は西友→西友撤退後はDISCAだった。
  - 八千代台店EDSS - 名称からディスカウントを売りにした売場だったと思われる[注釈 20]。1986年11月15日開店、2000年8月27日閉店[113]。
- 八千代台ユアエルム店（八千代市八千代台東） - ユアエルム八千代台店に2002年10月24日開店[149]。東習志野店のサテライトショップ的店舗。2009年6月21日閉店[75]。2010年4月17日ノジマに転換。
- 五香店 - 1987年11月20日開店、1992年2月23日閉店[113]。
- コルトンプラザ店（市川市鬼高） - ニッケコルトンプラザに2003年5月2日開店[150]。2009年5月24日閉店[75]。同年6月26日ノジマに転換するも閉店。その後はニトリになったが、ノジマは別階に再出店している。
- 鎌ヶ谷店（鎌ヶ谷市富岡） - 鎌ヶ谷ショッピングプラザ（ヨークタウン）に2006年4月20日開店。開店当初はアソビットコーナーを併設していた[151]。2009年1月18日閉店[75]。
- 成田店（初代）（印旛郡富里町日吉台[125]） - 立地上、もともと国内・海外向け家電双方とも扱っていたが、近隣に新たに成田店が開業することに伴い、全面的に海外向け店舗に転換した。

→デューティフリー成田（旧） - 成田店（旧）を免税店業態に転換し、1996年12月13日に開店。2003年頃閉店。現在は生活創庫となった後に空き店舗。
- 成田店（2代）（成田市飯仲） - 1996年12月20日[113]開店。1999年、ユアエルム成田内へ移転のため閉店。のちにドン・キホーテ成田店となった。
- 新・成田店（成田市公津の杜） - ユアエルム成田店[125]に1999年12月1日開店[113]。2009年7月26日閉店[75]。ラオックス直営として最後まで残っていた旧来の郊外店舗だった。2005年10月29日にリニューアルし、アソビットシティを併設[136]。現在はザ・ダイソー成田ユアエルム店、セブンカルチャークラブ成田店、ノジマ ユアエルム成田店。
- デューティーフリー成田（新） - 成田店（3代）と同一フロアに存在した免税品を扱う店舗[152]。なお閉店後は新・成田店で直接免税店を取り扱っていた。
- イオンモール成田店 （成田市ウイング土屋） − 2015年2月15日開店。2016年11月30日閉店。
- 茂原店（初代）（茂原市高師[125]） - ヒタチ商会とのフランチャイズ店で1988年3月26日開店、1998年3月1日閉店[113]。現在はMDモーターサイクルス茂原本店。
- 茂原店（2代）（茂原市小林） - 1998年3月14日[113]開店。2007年6月24日閉店[75]。その後ゲオ茂原店を経て、解体。

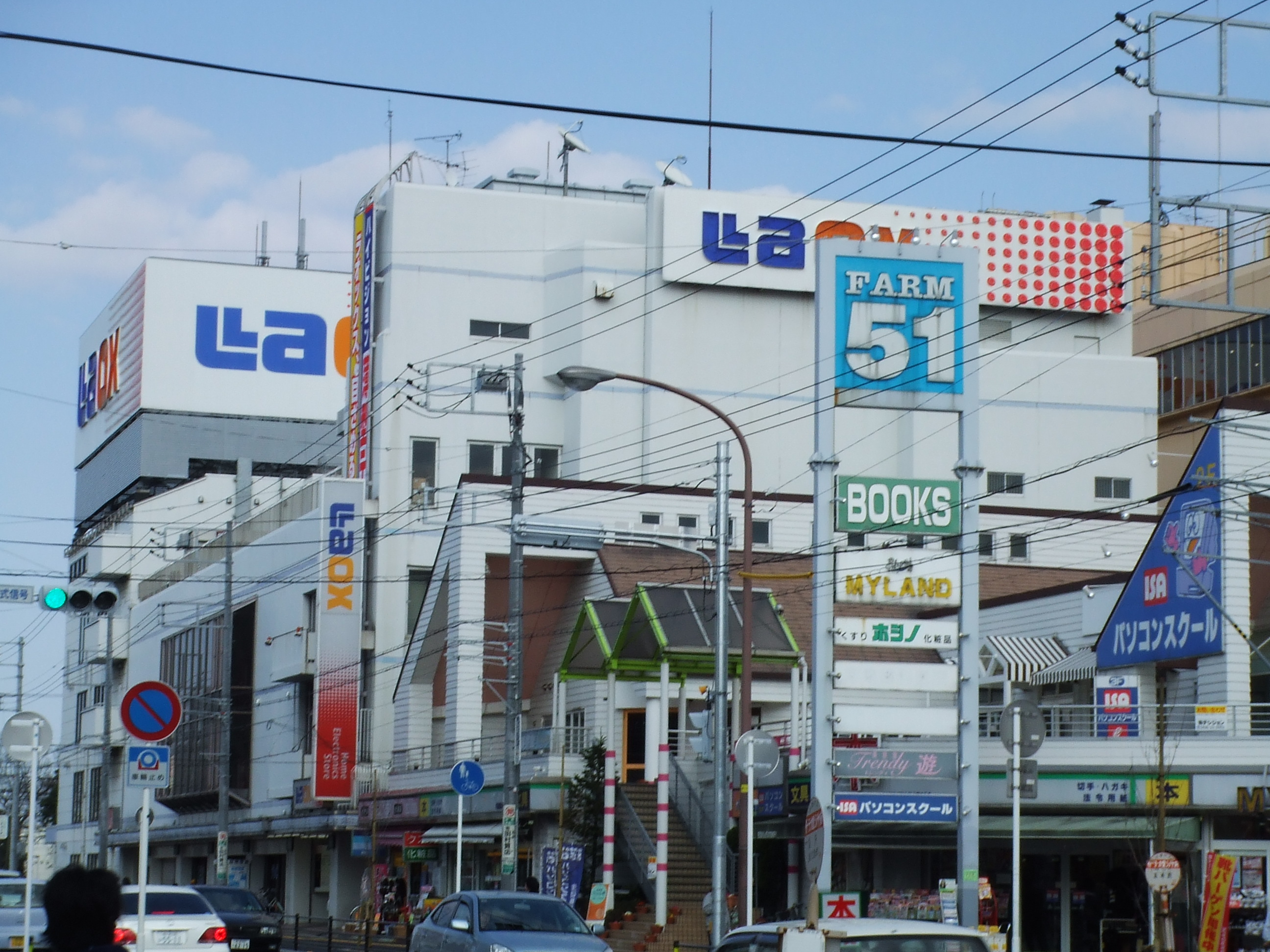
ラオックス市原店（2009年2月28日閉店）

- 五井店→市原店（市原市五井中央西） - 朝日無線電機時代の1970年5月27日に五井店として開店[122]。市原市役所跡地の再開発計画に呼応して拡張を行い、1977年2月5日に市原店として新装開店[1]。ラオックスとなってからの第1号店。1992年6月19日にコンピュータ館を増設、1999年2月26日に増床リニューアルした[153]。千葉県内のラオックス店舗のなかで最大の規模をもち、長らく地域を代表する家電量販店だった[21]。2009年2月28日閉店[75]。建物は2012年秋に商業ビルとして改装オープン予定、のはずだったが実現されず解体された。現在はHONDACars市原五井中央店
- 君津店 - ケーヨーとのフランチャイズ店。1989年4月27日開店、1995年7月2日閉店[113]。

宝船提携店舗
- PAPA君津店（君津市南子安） - 1995年7月8日開店[113]した株式会社宝船とのフランチャイズ店。現在は自遊空間君津店。
- 電化製品君津店（君津市南子安） - 株式会社宝船とのフランチャイズ店。「家具の宝船」店舗内に出店していた。現在はゲオ君津南子安店。

### 埼玉県
- 浦和店（初代）（浦和市仲町） - ヨークショッピングスクエア（現：イトーヨーカ堂浦和店）内に1972年6月20日開店[122]。1981年3月9日に閉店[19]。
- 浦和店（2代）（浦和市高砂[125]） - 浦和コルソ内に1981年4月22日開店[113]。開店当初はCD・DVD (LD)・ビデオソフト売場もあったが、後に同じビルに出店した山野楽器との競合から2003年に売場を撤去し、跡地を季節家電売場としていた。2005年9月25日[123]に閉店した。現在は伊勢丹浦和店の貴金属売場。
- 南浦和店（初代）→南浦和コンピュータ館→南浦和店（2代）（浦和市南本町[125]、武蔵野線ガード下） - 1985年12月14日開店[113]。1995年11月23日にコンピュータ館に業態変更[113]するも、再び一般家電店に業態変更。2009年5月17日閉店[75]。その後はあおい書店南浦和西口店になったが、店舗所有者都合にて2012年6月30日に閉店。現在は東日本旅客鉄道大宮支社浦和車掌区(現さいたま車掌区)になっている。
- 北浦和店（浦和市北浦和[125][注釈 21]） - 1969年6月21日開店[19]。2009年5月6日閉店[75]。跡地はコインパーキングと建売住宅となっている。
- 武蔵浦和店 - マルスズ電気とのフランチャイズ店で1987年11月12日開店、1995年10月23日閉店[113]。
- 大宮店→大宮ルミネ店（大宮市錦町） - 大宮ステーションビル（OSB）1967年10月2日開店[122]。1991年4月に駅ビルの名称がルミネ1となったことにより店名を大宮ルミネ店に変更。2004年7月31日閉店[123]
- 東大宮店（さいたま市見沼区春野） - パトリア東大宮に2002年9月6日開店[154]。2005年3月6日閉店[123]。現在は鉄道模型店のタムタム大宮店。
- 岩槻店（岩槻市東町） - 1971年12月15日開店、1977年12月3日に併設の物流センターを移設し店舗拡張[1]。2002年8月に閉店。現在は万代書店。
- 原山店（さいたま市緑区原山） - 2002年6月20日開店、29日には併設のTSUTAYA原山店（ラオックス運営）も開店[155]。2007年11月25日閉店[75]。現在はケーズデンキ浦和原山店とゲオ原山店。
- 川口駅前店（川口市栄町） - イトーヨーカドー川口駅前店にあった。2008年7月21日閉店[75]。現在はザ・プライスに名称変更され、ラオックス跡はセブンホームセンターになった。
- 新・川口店（川口市前川） - ダイヤモンドシティ・キャラ内に2000年11月1日開店[144]。2009年5月24日閉店[75]。現在はノジマ川口キャラ店。
- 蕨店（初代）（蕨市塚越） - 東武ストア蕨店4階に1968年4月21日開店、同年12月10日閉店した朝日無線電機時代の店舗[122]。
- わらび店（2代）→蕨東店（蕨市塚越） - 初代と別の場所に1970年12月11日開店[122]。蕨西店開店に伴い蕨東店に店名を変更。2000年9月30日に閉店[156]。跡地は子会社の神田無線電機が運営するBOOKOFF蕨駅東口店になったが、これも2010年5月31日に閉店。現在は100円ショップダイソー。
- 蕨西店（蕨市中央） - 1992年2月1日開店、2000年5月28日に閉店[113]。DORAMA蕨店になったが、2014年6月22日に閉店。現在はゲオ蕨店。
- 春日部店→春日部西店[125]（春日部市中央） - 1971年6月5日に春日部店として開店[122]。1996年8月24日に春日部西店として開店[113]。2009年2月8日閉店[75]。
- 春日部東店→春日部コンピュータ館（春日部市粕壁） - 1988年8月1日に春日部東店として開店[113]。1994年6月16日に春日部東店に春日部西店と岩槻店のパソコン売り場を集約[157]した後、業態転換し春日部コンピュータ館として開店[134]。2008年12月7日閉店[75]。コンピュータ館最後の店舗だった。
- 春日部2号館 - 春日部店の隣接地に新築し、「電化館」として1985年12月7日開店[113][158]。[疑問点 – ノート]
- 春日部店ブランド館（春日部市中央[159]） - 開店・閉店時期は不明。
- 川越店→PCDEPOT川越店（川越市城下町[160]） - 1997年11月15日[113]開店。2003年11月3日閉店[123]。業態変更して11月21日にPCDEPOTとして開店[160]。現在は万代書店川越店。
- 桶川店（初代）（桶川市北一丁目） - 1971年12月16日開店。火災で内部を焼失して1976年11月20日に新装開店。1981年7月31日に閉店。[124]
- 新・桶川店（桶川市西二丁目） - マメトラショッピングパークに2000年11月17日開店。2005年10月15日にリニューアルし、アソビットシティを併設[136]。2009年5月17日閉店[75]。閉店の数年前には売場を1階のみに縮小し2階はゲームセンターとなっていた。現在は2022年までは1階はサカゼン桶川店のみであったが、売り場を縮小し2022年1月20日に西松屋桶川マメトラショッピングパーク店が併設[161]。2階はプラサカプコン桶川店、あそびの広場SORA島桶川店、キラキラAsobox桶川店、ワッツ桶川マメトラショッピングパーク店を経て、現在は空き店舗。
- 新・所沢店（所沢市緑町） - スーパーマーケット平凡センター[注釈 22]2階のテナントとして、朝日無線電機時代の1967年9月15日開店[124]。2009年5月24日閉店[75]。現在はパチンコNewGRAND。
- 小手指店（所沢市小手指町） - 1983年11月12日開店[113]。
- 吉川店（吉川市保） - ライフ吉川駅前店3階に2003年6月6日開店[162]。2009年5月10日閉店[75]。
- 草加店（草加市中央） - モールプラザ内にあった。2008年2月24日閉店[75]。アカチヤンホンポ草加店を経て、現在はダイソーモールプラザ草加店。
- 新狭山店（狭山市下奥富） - 2002年1月24日開店、翌月1日には1階にTSUTAYA新狭山店（ラオックス運営）が開店[163]。2008年12月7日閉店[75]。現在はPC DEPOT狭山本店。
- 入間店（入間市豊岡） - サイオス3階に1997年10月14日[113]開店。2004年2月29日閉店[123]。現在はジョーシン入間サイオス店→ジョーシンアウトレット入間サイオス店→FIT365入間サイオス店。
- ザ・コンピュータ館熊谷→熊谷店（熊谷市銀座[125]） - カルパ1階に1996年6月28日に開店[134]。一般家電も取り扱うようになり店名を変更。2008年6月1日閉店[75]。スポーツカムイ熊谷店、サカゼン熊谷店を経て、現在は、くら寿司熊谷駅前店とB&D熊谷店。
- 上尾店（上尾市上町） - 1972年12月9日開店[122]。1981年3月31日閉店[19]。
- 坂戸店 - 1993年4月24日開店、1995年5月27日閉店。パット坂戸内に立地した、輸入雑貨と家電を組み合わせた店舗であった[164]。
- 志木店 - ららぽーと志木内に1984年6月24日開店[165]、1994年10月31日閉店[113]。
- 越谷店 - アゼガミ硝子とのフランチャイズ店。1988年12月17日開店、1992年7月26日閉店[113]。

井門エンタープライズ提携店舗
- IMON川口店 - 業務提携により、1983年2月2日に大丸百貨店[注釈 17]川口店をラオックス店として改装開店した井門エンタープライズの提携第1号店[166]。閉店時期は不明だが1997年以前。現在はドン・キホーテ。

宝船提携店舗
- バラエティ川口店（川口市南前川） - 1995年11月17日開店[113]。「バラエティ宝船」店舗内に出店していた。
- 家具の宝船浦和本店（浦和市太田窪） - 1995年11月11日開店[113]。「家具の宝船」店舗内に出店していた。
- 家具の宝船大宮店（大宮市東大成町） - 1997年2月21日開店[113]。「家具の宝船」店舗内に出店していた。

### 神奈川県
- DUTYFREEヨコハマ - IMON横浜伊勢佐木町店を免税品とAV商品中心に業態変更し、ラオックス直営店として2001年11月10日開店[133]。2007年10月8日閉店[75]。現在はユニクロ横浜伊勢佐木モール店が増床。
- 港北店（横浜市都筑区芽ヶ崎中央[125]） - 港北東急百貨店内に1998年4月25日[113]開店。2008年1月14日閉店[75]。
- 綱島樽町店（横浜市港北区樽町） - 2003年11月21日開店、アソビットシティを併設していた[160]。2007年5月27日閉店[75]。現在はすてきナイスグループにより、大型マンションを建設中。
- ダイオーあざみ野店 - 横浜市青葉区あざみ野一丁目7-1[125]にあった。2005年3月閉店、現在はワウディー、インターネットカフェ、ドコモショップ。
- ダイオー霧が丘店（横浜市緑区霧ヶ丘） - 1999年に閉店。現在はドン・キホーテ東名横浜インター店。
- ダイオー鴨居店（横浜市緑区東本郷） - 1999年に閉店。現在はBOOKOFF、TSUTAYA。
- ダイエー港南台店（横浜市港南区港南台） - 2003年4月4日開店[167]。2009年5月24日閉店[75]。
- 戸塚店（横浜市戸塚区戸塚町） - 1970年7月1日開店[122]。新・戸塚店開店に伴い2003年3月23日閉店。現在は海鮮料理店の「おもてなし館きじま本陣」。
- ダイエー新・戸塚店（横浜市戸塚区吉田町） - ダイエー戸塚店3階に2003年3月29日開店[167]。2009年5月24日閉店[75]。同年11月26日ノジマに転換。
- ダイエー金沢八景店（横浜市金沢区泥亀） - ダイエー金沢八景店3階に2003年4月25日開店[150]。2009年5月24日閉店[75]。同年6月26日ノジマに転換。
- 瀬谷店 - 松波無線瀬谷店を吸収合併によりラオックス店に転換して1982年4月21日開店[131]。
- 野川店（川崎市宮前区野川[125]） - 松波無線野川店を吸収合併によりラオックス店に転換して1982年4月21日開店[131]。2001年11月15日に閉店。同年11月16日にTSUTAYA野川店とBOOKOFF川崎野川店（神田無線電機運営）の併設店に転換[133]。現在はゲオ野川店。
- 新城店（川崎市中原区新城） - 1967年9月28日にスーパーサンコー第二新城店に谷口電機の店舗として開店[1]（スーパーサンコーは後にマルエツとなった）。1998年頃閉店。現在はクスリのカツマタ新城店。
- 向ヶ丘店（川崎市多摩区登戸） - 向ヶ丘ショッピングワールド（現：ダイエー向ヶ丘店）に1970年4月15日開店[122]。2009年5月6日閉店[75]。同年8月26日ノジマに転換。
- 横須賀店（初代） - 1989年2月3日開店、1993年1月31日閉店[21]。
- 横須賀店（2代）（横須賀市若松町） - 横須賀モアーズシティ[125]に1997年10月1日[113]開店。2009年5月17日閉店[75]。
- 平塚店 - 共和電機とのフランチャイズ店で1987年3月21日開店[113]。[疑問点 – ノート]
- 平塚ラスカ店 - 共和電機撤退のため閉店。[疑問点 – ノート]
- 四之宮店（平塚市四之宮） - 1988年6月23日開店、1998年6月14日閉店[113]。開店当時は共和電機のフランチャイズ店だったため、共和四之宮店となっていた。 現在は神奈川県環境科学センター。
- 平塚梅屋店（平塚市紅谷町） - 梅屋内に2006年4月22日開店[136]。2007年10月21日閉店[75]。
- 大和店（大和市深見西） - 1971年4月29日開店[122]。現在はハローストレージ大和深見西。
- 新大和店（大和市下鶴間） - 1999年8月27日開店[113]。2004年3月21日閉店[123]。現在はドン・キホーテ大和店。
- 綾瀬店（綾瀬市寺尾西） - 1986年10月21日開店、1999年9月30日閉店[113]。物流部門（神奈川デポ）とサービス部門（テクノ神奈川）を同一敷地内に構える、ラオックスの中では珍しい立地の店舗であった。現在はデイリーヤマザキ綾瀬寺尾西店。
- 厚木店（初代）→ザ・コンピュータGAME館厚木（厚木市中町） - 朝日無線電機時代の1969年5月29日開店[124][168]。1998年に厚木市中町四丁目12-18に移転。1998年7月31日にコンピュータGAME館に業態変更[153]。2007年6月22日に閉店し、厚木店（3代）に統合。現在はゲームセンターのイミグランデ本厚木店。
- 厚木店2号館（オーディオ館）→ザ・コンピュータ館厚木（厚木市中町）→厚木店（3代） - 1981年8月1日開店[153]。1995年11月23日にコンピュータ館に業態変更[153]。厚木店（2代）と統合され通常のラオックス店舗に。2009年3月15日に閉店[75]。
- 厚木店（2代）（厚木市中町） - 1998年6月27日[153]開店。ザ・コンピュータ館厚木と統合し閉店。現在はザ・ダイソー本厚木中町店などが入居。
- 伊勢原店（伊勢原市桜台） - 1988年12月15日開店、2000年5月14日閉店[113]。
- 秦野店（秦野市曽屋） - 1990年1月27日開店[113]。新秦野店開店に伴い2000年5月14日閉店。現在はBOOKOFF秦野曽屋店。
- 新・秦野店（秦野市曽屋[125]） - 2000年5月31日開店。2005年3月6日閉店[123]。現在はノジマ秦野店が入居しているが、2009年のラオックス郊外店撤退の際のノジマの居抜き出店とは関係がない。

井門エンタープライズ提携店舗
- IMON横浜伊勢佐木町店（横浜市中区伊勢佐木町[125]） - 業務提携により、1983年6月29日に大丸百貨店横浜伊勢佐木町店をラオックス店として改装開店した井門エンタープライズの提携第3号店。地下1階、地上6階の大型複合専門店だった[21]。2001年11月にラオックス直営のDUTYFREEヨコハマに転換。
- IMON川崎店（川崎市川崎区駅前本町[125]） - 井門エンタープライズのラオックス提携店舗として1988年2月27日開店、1998年3月20日に新装開店[113]。2001年に閉店。

### 新潟県
- 上越店（上越市富岡） - 上越ウイングマーケットセンター内[125]に1994年11月18日開店したEDSS[注釈 20]店舗[169]。現在はTSUTAYA上越ウィングマーケットセンター店が入居。
- 長岡店（長岡市青葉台[125]） - 1996年12月7日開店。パワーセンター「長岡ウイング&G・L・Oホンポ」への出店で、センターの各施設は映画をモチーフにしていたが、ラオックス店舗はスター・ウォーズをイメージしていた[170]。上越店共々、当初はラオックス単独での出店だったが、新潟県の家電量販店「真電」との提携によるラオックス真電の展開により統合され閉店。

### 長野県
- 川中島店（長野市川中島町[125]） - 1988年12月2日開店した長野県初のラオックス店舗（ケーヨーとのフランチャイズ店）[113]。
- 松本パルコ店（松本市中央） - 松本パルコ6階に2006年3月3日開店[136]。2007年11月28日閉店[75]。
- 上田店（上田市上塩尻） - ラオックスヒナタ上田店跡地に、ドン・キホーテ上田店とともに2011年10月29日に開店。2012年7月29日閉店。なお、ドン・キホーテは営業を継続している。

### 北関東・東北
- 小山店（栃木県小山市城山町） - 小山駅ビル2階に1978年12月1日に家電総合店として開店。翌年秋にはオーディオショップに変更した[124]。
- 日光東照宮店（栃木県日光市安川町） - 2015年9月5日開店。2016年10月23日閉店。
- 土浦店 - ホリコシ家具とのフランチャイズ店。1988年9月15日開店、1991年3月31日閉店[113]。
- 筑波学園店 - マルスズ電気とのフランチャイズ店で1987年10月31日開店、1992年8月9日閉店[113]。
- 取手店（茨城県取手市新町[125]） - 2002年、守谷店に移転する形で閉店。
- 守谷店（茨城県守谷市けやき台） - 西友楽市 守谷内に2003年4月24日開店、アソビットシティを併設していた[150]。2004年10月11日閉店[123]。
- いわき店（福島県いわき市中央台飯野） - ラパークいわき[125]に1996年3月28日開店の東北初のラオックス店舗[113]。新店舗移転で2002年9月23日閉店。
- 新・いわき店（福島県いわき市鹿島町米田） - いわき店から移転、エブリア鹿島ショッピングセンターのダイエーいわき店1階に2002年10月11日開店[171]。2004年3月21日閉店[123]。
- 仙台店（宮城県仙台市宮城野区榴ヶ岡） - 1998年11月26日、東北ラオックスの第1号店として、地上4階／地下1階の巨艦店を開店[172]。庄子デンキの子会社化により東北地区への進出拠点としての役割を終え、売場を1階に縮小する改装をして2003年4月26日に新装開店、ビルは複合商業施設化した[173]。ラオックス直営店舗だが庄子デンキの「電激倉庫」の看板を併設掲示していた。2003年9月30日閉店[123]。仙台店独自のポイントカードを発行していた。現在はBiVi仙台駅東口。

- （名称不明） - 岩手県盛岡市にかつて存在した商業施設Nanakにテナントとして入居していた。ラオックスのWEBサイトには記載がなかったがNanakのサイトには紹介されていた[174]。

### 免税店
- デューティフリー大阪（大阪市中央区日本橋） - 関西初の店舗として、チャイナモール上海新天地内に2006年1月28日開店[175]。

→上海新天地店 - コスト等の問題からデューティフリー大阪を2007年6月24日にいったん閉店し、上海新天地を運営する中文産業によるフランチャイズ店舗に移行し、上海新天地店として再出店。
→大阪日本橋店 - 2010年9月8日には再度ラオックスが直営化し、規模を拡大して新装開店した。2020年3月閉店。
- 新千歳空港店（北海道千歳市美々） - 新千歳空港内に2011年2月5日開店。2015年3月31日閉店。
- 新千歳空港国際ターミナル店（北海道千歳市美々）- 2019年12月20日開店。2020年7月閉店。
- 釧路空港店（北海道釧路市鶴丘） - 2016年4月1日開店。2017年1月10日閉店。
- 札幌本店（北海道札幌市中央区） - 札幌ZERO GATE内。2019年12月10日開店。2020年2月28日閉店[178]。
- 札幌ノルベサ店（北海道札幌市中央区） - 2014年1月25日開店。2017年2月20日閉店。
- 千歳アウトレットモール・レラ店（北海道千歳市柏台） - 2020年8月18日閉店。
- 札幌狸小路店（北海道札幌市中央区） − 2016年9月25日開店。2020年2月29日閉店。
- 札幌時計台通り店（北海道札幌市中央区） - 2016年7月28日開店。2020年2月29日閉店。
- 小樽運河店（北海道小樽市港町） - 2015年5月29日開店。2020年8月18日閉店。[178]
- 旭川駅前通り店（北海道旭川市一条通り） - 2015年9月19日開店。2016年12月25日閉店。
- 函館赤レンガ店（北海道函館市末広町） - 金森赤レンガ倉庫、金森洋物館内に2015年5月22日開店。2020年2月29日閉店。[179]
- 名古屋丸栄店（愛知県名古屋市中区栄）− 2016年3月1日開店。2018年2月28日閉店。
- 南海難波駅店（大阪市中央区難波）- 2016年5月21日開店。2018年2月28日閉店。
- 大丸心斎橋店（大阪市中央区心斎橋筋） - 大丸心斎橋店南館内。2015年3月7日開店。2021年9月30日閉店。
- 道頓堀店（大阪市中央区道頓堀） - 道頓堀ZERO GATE内。2020年6月18日開店。2021年9月30日閉店。
- りんくうシークル店（大阪府泉佐野市） - りんくうプレジャータウンSEACLE内。2014年9月28日開店。2021年9月30日閉店。
- 京都祇園店（京都市東山区四条通り） − 2015年11月2日開店。2020年3月9日閉店。
- 京都マルイ店（京都市伏見区淀新町） - 2016年3月25日開店。2020年5月12日閉店
- 大丸京都店（京都市下京区四条通り） - 2015年9月12日開店。2021年閉店。
- 京都四条通り店（京都市下京区奈良物町） - 2019年5月17日開店。2021年閉店。
- 河原町OPA店（京都市中京区米屋町） - 2021年7月1日開店。2022年11月23日閉店。
- 大丸神戸店（兵庫県神戸市中央区明石町） - 2015年9月1日開店。2017年8月27日閉店。
- 岡山空港店（岡山市北区日応寺） − 2014年8月11日開店。2017年12月20日閉店。
- マリノアシティ福岡店（福岡市西区小戸） - 2015年9月28日開店。2017年5月30日閉店。
- 大丸福岡天神店（福岡市中央区天神） - 2015年10月15日開店。2020年7月閉店。
- 福岡ヒルトン店（福岡市中央区地行浜） - 2016年12月16日開店。2020年7月閉店。
- 福岡キャナルシティ博多店（福岡市博多区） - キャナルシティ博多内。2020年8月18日閉店。[178]
- 長崎平和公園店 （長崎市岡町） - 2019年4月8日閉店。
- 長崎佐世保店（長崎県佐世保市指方町） - 2016年5月10日開店。2017年2月8日閉店。
- タワーシティ長崎店（長崎市旭町） - 2015年4月18日開店。クルーズ船来航時のみ営業していた特殊店舗。2018年9月18日閉店。
- 長崎港松が枝ターミナル店（長崎市松が枝町） - 2015年4月2日開店。2016年3月31日閉店。
- 長崎グラバー通り店（長崎市南山手町） - 2014年8月1日開店。
- 熊本水前寺公園店（熊本市中央区水前寺公園） - 2016年3月5日開店。2020年7月閉店。
- 鹿児島天文館店（鹿児島市七ツ島） - 2016年2月22日開店。2016年7月27日閉店。
- 鹿児島店（鹿児島市東開町） − 2017年8月15日開店。2020年2月閉店。
- 沖縄国際通り店（沖縄県那覇市牧志） - 2014年3月10日開店。2020年2月19日閉店。
- 沖縄あしびなー店（沖縄県豊見城市豊崎） - 沖縄アウトレットモール・あしびなー内。2012年開店。2020年8月18日閉店。[178]

## ポイントサービス
ラオックスは、いわゆるポイントカードにあたるものとして、「ラオックスメンバーズカード」を発行している。また、かつてアソビットシティでは独自のメンバーズカードを発行していたが違いはカードのデザインのみとなっていて通常のラオックスメンバーズカードと同等に使用可能となっている。
なお、ラオックスメンバーズカードは2002年11月に導入されたが、それ以前にも子会社の東北ラオックスがポイントカードにあたる「トクトクカード」を発行していたことがある。トクトクカードは仙台店でのみ有効で、他のラオックス店舗では使用できなかった。

## 宣伝活動
- 社名・ブランド名が「朝日無線」から変更された時、かたせ梨乃を起用し、乳房を振り乱しながらボクササイズをするという内容のCMが放送され、話題となった[21]。
- 2016年よりイメージキャラクターに福原愛を起用。
- 2008年3月20日より新キャラクター「ラオシェルジュくん」を起用し、新聞チラシやセールのPOP等に使用されていたが、蘇寧電器傘下になった後には使用されなくなった。
- 2005年ごろまではテレビCMを放映していた。
  - 上記のかたせの他には、1980年代には東京12チャンネル時代を含めたテレビ東京を中心にゴールデンタイムにも多くのCMを放映。
  - 1980年代後期だとCMでは「もぎたてのニューメディア」がキャッチフレーズだった。特にテレビ東京系は、店舗が首都圏にしかなかった頃から全国放送でCMを提供していた。
  - 1990年代中期までのラオックスのCMは、品揃えや価格、会社のブランドイメージを前面に押し出した他チェーンとは一線を画した、個性的なCMが多かった。
  - 1993年からのCMでは最後に流れる曲が同じでも歌い手が変わり、これはCMを放送しなくなるまで使用を続けていた。そのバージョンは少なくとも3タイプあり、初期のものも歌い手が異なっていたが、メロディーも異なっていた。
  - 新CI導入後の1999年から2000年頃までテレビCMに使われた「ラオックスのうた」は杉山明人と長内隆之が作詞、小林亜星が作曲し、歌も小林亜星自身が歌っていた。
  - 2001年頃からは「ラオックスのうた」使用に関する契約の都合もあり「こぼれる笑顔篇」として仁科貴を起用したCMを放送したが、2002年に仁科が大麻所持で逮捕されたため放送自粛となった。このCMで使われた歌「こぼれる笑顔のラオックス」はその後も店内BGMとして、蘇寧電器傘下に入る前の2009年頃まで使用されていた。
  - 他に過去に起用されたCMキャラクターとして吉幾三らがいた。
  - フジテレビの夕方のニュース番組に長らくCMを出していたほか、千葉県に店舗が多かったことから千葉テレビなどでもCMが放映された。他にも複数のラジオ番組でもCMを出している。
- ラオックスに移行した当初は、黒の「La」とオレンジの「OX」の組み合わせで、背景が黒地の時は「La」が白抜きだった。
  - 1999年に新ロゴを導入した後はデザインはそのままで配色を変更。

## グループ企業
- 株式会社加古川ヤマトヤシキ - 100%間接出資。兵庫県加古川市の地場百貨店。2017年8月に新株予約権を取得、2019年1月にラオックスSCDの完全子会社となる。
- シャディ株式会社
- ラオックス・トレーディング株式会社
- ラオックス・ロジスティクス株式会社
- ラオックス・メディアソリューションズ株式会社
- ラオックス・リアルエステート株式会社
- ラオックス・デジタル株式会社
- 株式会社バーニーズジャパン[69]
- 楽弘益（上海）企業管理有限公司（ラオックス・中国・上海）

## 関連企業
- くろぎ上海
- くろぎ南京
- 日本華揚聯衆デジタルソリューション株式会社

## 以前の関連会社
- 朝日無線電機株式会社 - 本社は東京都千代田区三崎町3丁目2-8。設立は1948年7月12日。ラオックスの母体となった企業で、同社の家電小売部門が1976年にラオックスとして分離して以降も、それ以前より所有していた店舗建物や倉庫の賃貸を行う貸事務所業者として現存している。ラオックスがかつて郊外型店舗を営業していた当時、一部店舗は同社からの賃貸であった。朝日無線電機は現在でもラオックスの創業一族が経営しており、2011年12月現在でラオックス元社長・谷口好市が代表をつとめている。
- 株式会社真電 - 新潟で展開していた家電量販店。現在はノジマに吸収合併され解散。株式交換方式での合併だったため、ラオックスはノジマ株の一部を所有していた。ただし、その後2009年12月に発表されたノジマのコーポレート・ガバナンスで発表された大株主一覧からはラオックスが消えている。
- ラオックス真電株式会社 - 真電との業務提携で設立された合弁会社。2000年11月21日設立。新潟県内に「ラオックス真電」ブランドの店舗を展開していた。業績不振のため、2005年3月31日に真電に業務を譲渡し解散した。
- 株式会社ナカウラ - 100%出資。1947年に創業。チョウチンアンコウのマークで知られ、秋葉原を中心に家電量販店事業を行っていたが、経営不振で1998年4月にラオックスに買収され子会社化。事業再編に伴い2005年10月1日にラオックスに吸収され法人解散、店舗も2007年1月までに全て閉店した。
- 株式会社松波無線 - 戦後に秋葉原で創業、首都圏に16店舗（秋葉原：1、東京：8、神奈川：7）を展開、年商約60億の中堅家電量販店だった[131]。ラオックスに船橋ららぽーと出店の打診があった際には松波無線と共同出店の話もあり、自然と合併を検討する流れとなった[131]。1981年には松波無線所有の新宿エコービルに「NECマイコンショップ・マイコンシティ」、「新宿マイコン学院」、「ラオックス新宿店」がオープン[131]、ラオックスがパソコン関係の販売に進出する始まりとなる。ラオックスへの吸収合併により、16店舗のうち本店→中央店（コンピュータメディア）、松江店、小岩店、戸越店、薬王寺店、長崎店、野川店、岡沢店、二俣川店、白根店、大口店、瀬谷店の12店舗がラオックス店に転換された。
- 株式会社井門エンタープライズ - 本社所在地は東京都品川区東大井五丁目15-3。前身の大丸百貨店時代の1983年1月19日にラオックスと業務提携[注釈 23]を締結[131]。ラオックスのフランチャイズ店舗を展開していたが、2018年末に最後の店舗となる武蔵小山店が閉店した。井門グループは家電販売以外にも、鉄道模型、宝石類、家具などの販売のほか、中華料理店やレジャー施設の運営等を手掛けている。
- 神田無線電機株式会社 - 100%出資の連結子会社。1963年1月18日に設立し、かつて「神田ムセン」の屋号で秋葉原駅前の昭和通り沿い[181]に家電店と服飾雑貨のバラエティショップを隣接して営業していた[182]。1992年4月27日にラオックスに買収され子会社化。2000年代初頭に店舗を閉鎖してからは、TSUTAYAやブックオフ、ゴルフ・ドゥのフランチャイジーや不動産賃貸業を手掛け、その後はラオックス等のPB商品や企画・販売を主な事業としていた。2020年10月1日にラオックスSCDに吸収合併され消滅。
- アジア無線株式会社 - 秋葉原を地盤に首都圏に10店舗展開していた中堅家電量販店[183]。家電不況により業績が低迷し、経営合理化を行うための資金余力もなかったため、1991年11月にラオックスと委託販売契約を結んで経営支援を受けることになったが、結局、1993年7月に秋葉原の店舗を閉店した[184]。
- 株式会社庄子デンキ - 宮城県で1954年に創業、1960年に設立した家電量販店で、東北地方に「エルタウン庄子デンキ」→「電激倉庫」のブランドで店舗を展開していた。2000年4月にラオックスの子会社となり、一時期は東北のラオックス店舗の運営を行っていたが、経営不振で2008年8月31日を以て全店舗の営業を終了。その後本社をラオックスと同一地に移し、アフターサービスと所有資産の管理を行っていたが、2012年9月に神田無線電機と合併し消滅した。
- ラオックストゥモロー株式会社 - 100%出資。元は1971年3月24日に設立された平凡食品株式会社で1978年9月26日にラオックス食品[1]、1997年10月25日にラオックストゥモローに社名変更し、不動産賃貸業に転業した[21]。2006年9月30日清算完了。
- 株式会社ナカウラエステート - 100%出資。1991年6月12日設立で不動産賃貸業を行っていた。2006年9月30日清算完了。
- 東北ラオックス株式会社 - 東北進出にあたり1997年6月に設立。2002年4月1日にラオックスに吸収され解散。
- ラオックス・ビービー株式会社 - Yahoo! BB等のブロードバンド関連商品販売。2009年3月解散、7月24日清算完了。
- ラオックスヒナタ株式会社 - 87.67%出資。長野県で家電量販店・ラオックスヒナタを展開していた。2010年5月19日清算完了。
- 株式会社ダイオーシヨッピングプラザ - 100%出資の連結子会社。本社所在地はラオックスと同一。1992年3月に設立し、かつては同名のショッピングセンターを神奈川県下に展開していたが、ラオックスと地域的に競合せず、将来性もあったため、1992年10月1日に買収、子会社化した[185]。業績の悪化で2005年3月までに全店舗を閉鎖し、店舗跡地を賃貸する不動産賃貸業に転換。2007年には建物が売却され、以後休眠会社となった。事業再開の見込みもないため2014年6月30日に解散を決議し、同年10月20日には東京地裁より特別清算開始決定を受けた[186]。
- 愛都交通株式会社 - 京都府のタクシー会社。2017年7月にラオックスが全株式を取得、2020年2月にマツシマホールディングスへ譲渡。2021年12月に株式会社マツシマモビリティサービスに商号変更。
- L Capital TOKYO株式会社 - シャディを子会社としていた。2018年、ロコンド100%出資だったL Capital TOKYOを第三者割当増資などで子会化化。完全子会社化の後、2021年12月1日にラオックスに吸収合併され解散。

## 不祥事
2014年当時、増加中の中国人客の対応にあたって、中国人留学生を雇い入れ「週28時間の法定上限時間を超えて働かせた」として、法人としての同社及び羅怡文社長が2015年12月25日までに不法就労容疑で書類送検された。なお、この事件では同容疑で大阪道頓堀店の元店長ら店関係者3人と中国人留学生4人が逮捕、11人が書類送検されている。

## テレビ番組
- 日経スペシャル ガイアの夜明け（テレビ東京）
  - 生まれ変われ! 電脳都市アキバ 〜混沌と胎動の街・秋葉原〜（2003年3月9日）[189] - アソビットシティについて取材。
  - 驚異のチャイナマネー ～世界を席巻する紅い資本家たち～（2010年2月16日）[190] - 中国人社長の下、免税店としての再スタートを取材。